# 11. Januar
Der 11. Januar (auch 11. Jänner) ist der 11. Tag des gregorianischen Kalenders, somit bleiben 354 Tage (in Schaltjahren 355 Tage) bis zum Jahresende.

## Ereignisse

### Politik und Weltgeschehen
- 0381: Athanarich, der vertriebene Herrscher der Terwingen, trifft in Konstantinopel ein und wird von Kaiser Theodosius I. ehrenvoll empfangen.
- 1055: Nach dem Tod ihres Schwagers Konstantin IX. wird die siebzigjährige Theodora III. ein zweites Mal Kaiserin von Byzanz.
- 1158: Vladislav II. aus dem Geschlecht der Přemysliden wird zum König von Böhmen gewählt.

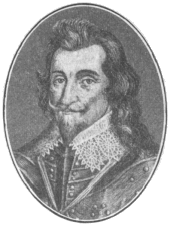
1636: Dodo zu Innhausen und Knyphausen

- 1636: In der Schlacht bei Haselünne im Dreißigjährigen Krieg siegt ein schwedisches Regiment über zahlenmäßig überlegene kaiserliche Truppen, obwohl sein Befehlshaber Dodo zu Innhausen und Knyphausen bereits zu Beginn der Schlacht getötet wird.

1790: Flagge der Brabanter Revolution

- 1790: Nach der Brabanter Revolution entstehen auf dem Gebiet der Österreichischen Niederlande die Vereinigten Belgischen Staaten. Schon im Dezember des Jahres wird das Land durch eingerückte Truppen wieder österreichisch.
- 1790: In Ris-Orangis finden die ersten Bürgermeisterwahlen Frankreichs statt.
- 1827: Die Stadt Bremen kauft vom Königreich Hannover Gelände nördlich der Geestemündung und legt in den Folgejahren dort einen Seehafen und die Stadt Bremerhaven an.
- 1851: Der Sektenführer Hong Xiuquan ruft in China während des Taiping-Aufstands das Himmlische Reich des höchsten Friedens aus und proklamiert sich selbst zum Himmlischen König.
- 1861: Alabama tritt als vierter Bundesstaat aus den Vereinigten Staaten von Amerika aus. Rund einen Monat später tritt es den Konföderierten Staaten von Amerika bei.

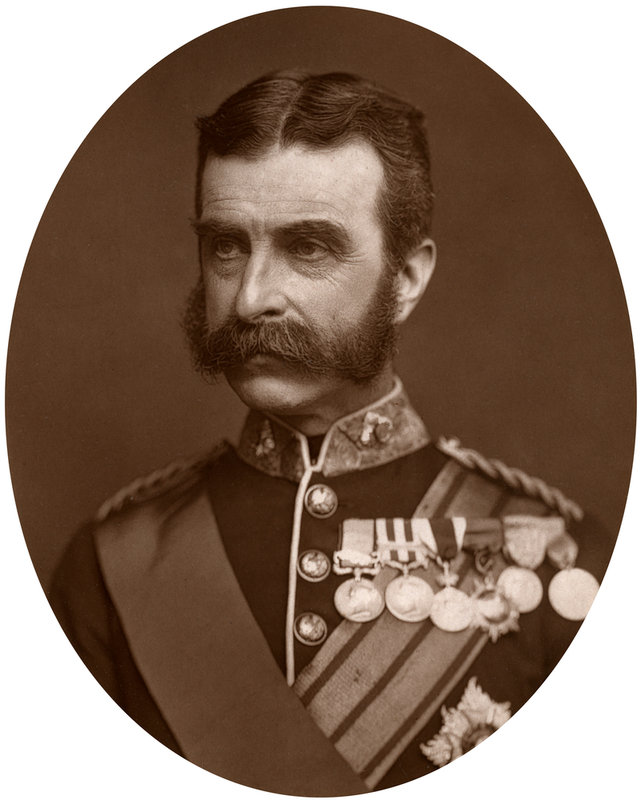
1879: Baron Chelmsford

- 1879: Nach Ablauf eines für die Zulu unannehmbaren Ultimatums marschieren britische Truppen unter Frederic Thesiger, 2. Baron Chelmsford, im Königreich Zululand ein und eröffnen damit den Zulukrieg.
- 1898: Der wahre Schuldige in der Dreyfus-Affäre, der hoch verschuldete Major Ferdinand Walsin-Esterházy, wird vor Gericht freigesprochen.
- 1907: Deutschland und Dänemark schließen den Optantenvertrag, der Dänen in Nordschleswig die Entscheidung für die deutsche oder die dänische Staatsbürgerschaft einräumt.
- 1919: In Cuxhaven wird vom Arbeiter- und Soldatenrat die Sozialistische Republik Cuxhaven ausgerufen.
- 1923: Ausgehend vom bereits 1921 besetzten Düsseldorfer und Duisburger Raum beginnen französische und belgische Truppen mit der Besetzung des Ruhrgebiets zur Sicherung der im Versailler Vertrag festgelegten Reparationszahlungen.
- 1934: Das als unabhängiges privatwirtschaftliches Unternehmen getarnte Deutsche Nachrichtenbüro (DNB) wird in Berlin gegründet. Die offizielle zentrale Nachrichten- und Presseagentur in Deutschland in der Zeit des Nationalsozialismus ist faktisch Reichsbesitz und vom Reichsministerium für Volksaufklärung und Propaganda beeinflusst. Im DNB gehen die beiden Vorgänger Wolffs Telegraphisches Bureau und Telegraphen-Union auf.
- 1942: Japan erklärt den Niederlanden den Krieg und beginnt am gleichen Tag in der Schlacht um Tarakan mit der Eroberung Niederländisch-Indiens im Pazifikkrieg.
- 1942: In der abenteuerlichen Operation Postmaster stehlen britische und nigerianische Geheimdienstler aus Lagos italienische Versorgungsschiffe für deutsche U-Boote aus dem spanischen (und damit neutralen) Hafen von Bioko.
- 1942: Das deutsche U-Boot U 123 versenkt als Auftakt zum Unternehmen Paukenschlag, einer Operation vor der nordamerikanischen Ostküste, einen britischen Frachter.

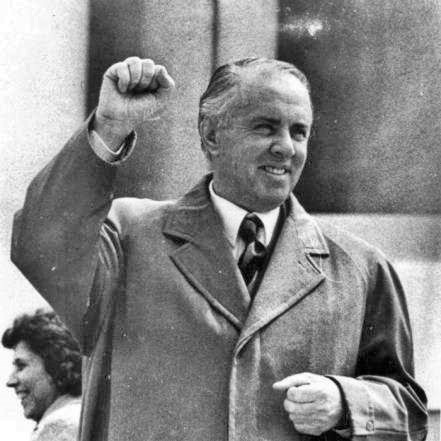
1946: Enver Hoxha

- 1946: Enver Hoxha proklamiert die Volksrepublik Albanien.

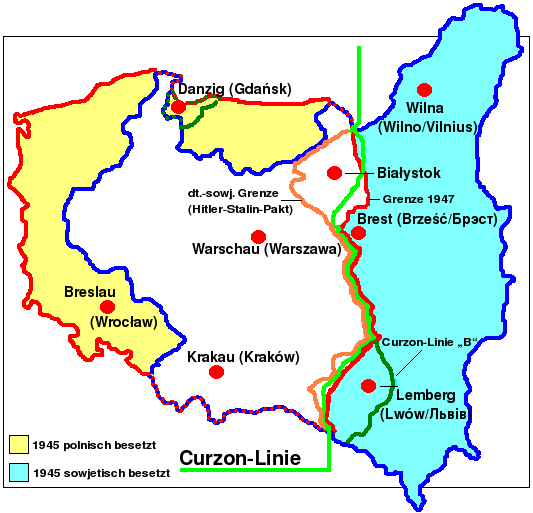
Polen vor und nach 1945, links die Oder-Neiße-Grenze

- 1949: Die vormals deutschen Gebiete östlich der Oder-Neiße-Linie werden unter polnische Verwaltung gestellt.
- 1963: Schah Mohammad Reza Pahlavi stellt auf dem Nationalkongress der Bauern in Teheran ein sechs Punkte umfassendes Reformprogramm vor, das als Weiße Revolution in die Geschichte Irans eingehen wird.
- 1964: Der Sicherheitsrat der Vereinten Nationen tagt nachts auf Antrag Panamas aus Anlass des Flaggenstreits zwischen den Vereinigten Staaten und Panama. Die Sitzung wird nach kurzer Debatte vertagt.
- 1976: Der ecuadorianische Diktator Guillermo Rodríguez Lara wird vom Militär abgesetzt. Sein Nachfolger in einer Militärjunta wird Alfredo Poveda.
- 1981: Kantabrien wird eine Autonome Gemeinschaft von Spanien.
- 1985: Auf der Heilbronner Waldheide explodiert die erste Stufe einer Pershing-II-Rakete.
- 1992: Der algerische Präsident Chadli Bendjedid wird vom Militär zum Rücktritt gezwungen, das sich nach dem sich abzeichnenden Sieg der Islamischen Heilsfront bei den Wahlen im Vorjahr an die Macht geputscht hat.
- 1996: Das japanische Parlament wählt den Liberaldemokraten Ryūtarō Hashimoto zum neuen Premierminister. Er löst den Sozialdemokraten Murayama Tomiichi ab.
- 2000: Der Europäische Gerichtshof fällt das Urteil in der Kreil-Entscheidung. Die Bundesrepublik Deutschland muss Frauen ermöglichen, in den aktiven Militärdienst zu treten, der die Ausbildung an der Waffe impliziert.
- 2002: Beim Wolfratshauser Frühstück im bayerischen Wolfratshausen verzichtet Angela Merkel nach einem längeren Konkurrenzkampf zugunsten von Edmund Stoiber auf die Unions-Kanzlerkandidatur bei der Bundestagswahl 2002.

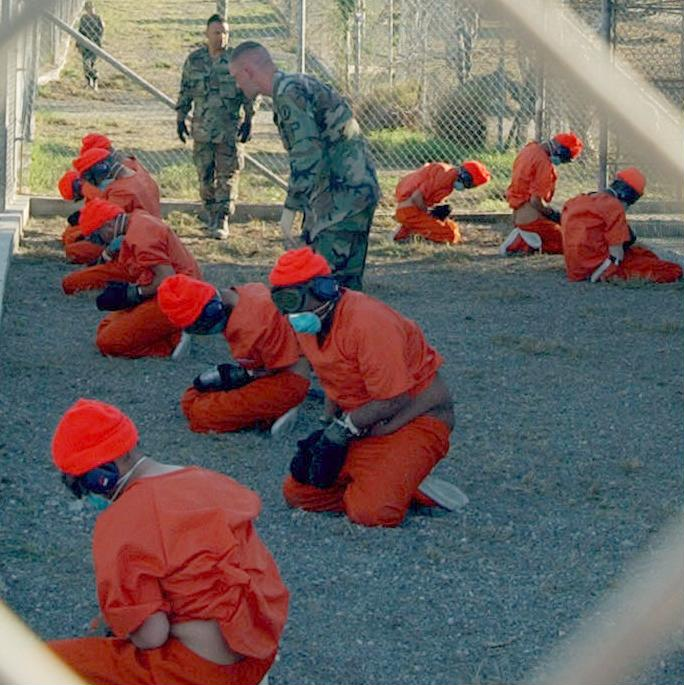
2002: Häftlinge bei ihrer Ankunft in Guantánamo

- 2002: Die ersten Häftlinge aus dem Krieg in Afghanistan, gefangene Taliban und mutmaßliche Al-Qaida-Mitglieder, treffen im US-amerikanischen Internierungslager Camp X-Ray in der Guantanamo Bay ein. Die völkerrechtlich umstrittenen Internierungen werden von Protesten internationaler Menschenrechtsorganisationen begleitet.

### Wirtschaft
- 1569: Der Losverkauf für die erste in England durchgeführte Lotterie beginnt westlich neben der St Paul’s Cathedral in London.
- 1952: Der Deutsche Bundestag ratifiziert gegen die Stimmen der SPD und der KPD den Vertrag über die Gründung der Europäischen Gemeinschaft für Kohle und Stahl (EGKS).
- 2002: Im Zuge der Argentinien-Krise hebt Argentinien die 1:1-Wechselkursbindung seiner Währung mit dem US-Dollar auf.

### Wissenschaft und Technik

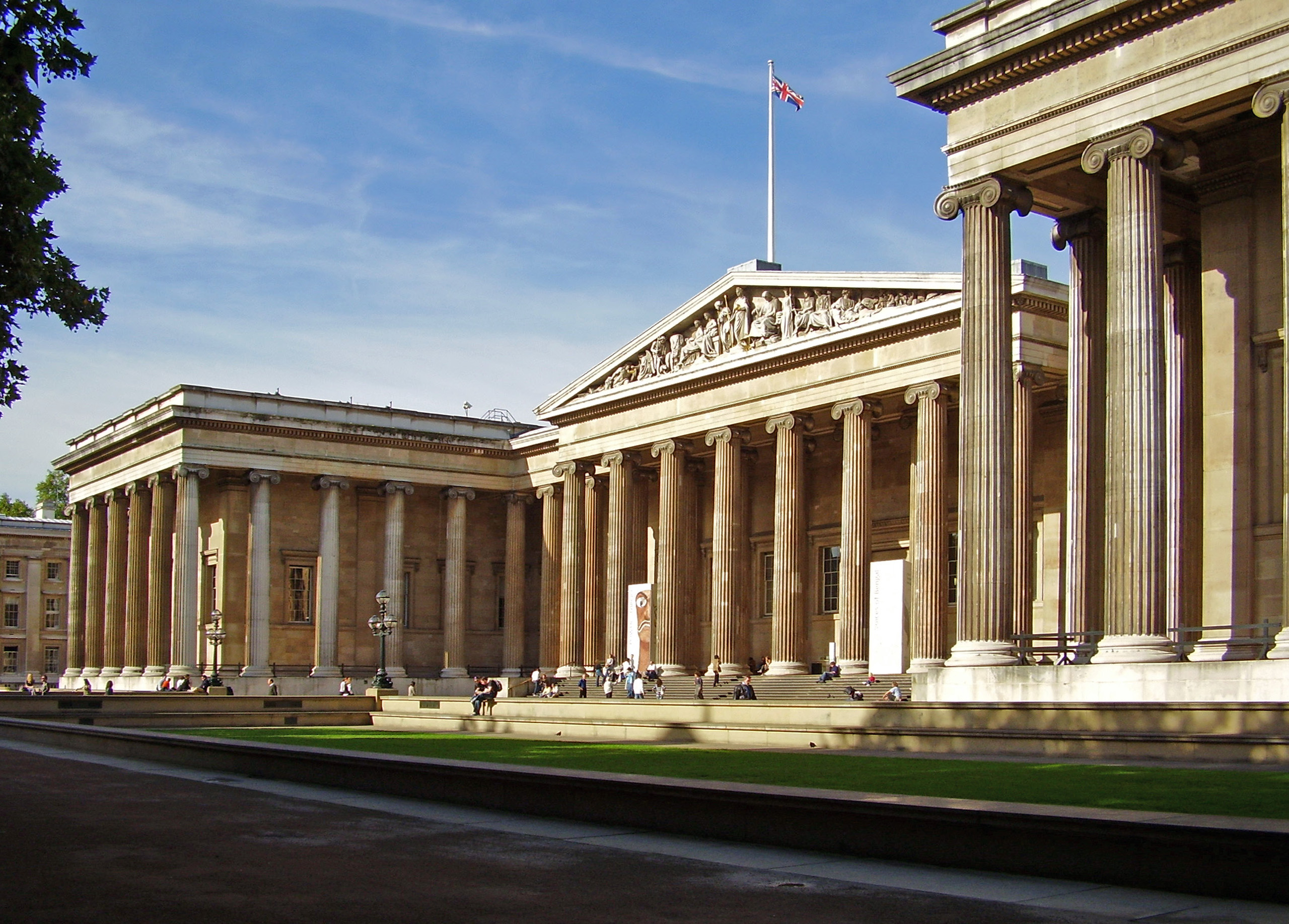
1753: British Museum

- 1753: Der verstorbene Wissenschaftler Sir Hans Sloane vermacht seine Sammlung dem englischen Staat. Das British Museum verfügt damit über seinen Grundstock.
- 1787: Wilhelm Herschel entdeckt die beiden größten Monde des Uranus, die später von seinem Sohn John Herschel Oberon und Titania getauft werden.
- 1911: Auf Vorschlag des Theologen Adolf von Harnack wird in Berlin die Kaiser-Wilhelm-Gesellschaft, die Vorläuferin der Max-Planck-Gesellschaft, als Trägerin zahlreicher Forschungsinstitute gegründet.
- 1922: Frederick Banting und Charles Best gelingt die erste erfolgreiche Behandlung eines Diabetikers mit Insulin.
- 1935: Amelia Earhart gelingt als erstem Menschen ein Alleinflug von Honolulu, Hawaii, nach Oakland, Kalifornien.
- 1968: Die NASA startet von der Raketenabschussbasis Vandenberg Air Force Base ihren zweiten geodätischen Forschungssatelliten GEOS-B.
- 1986: Die Gateway Bridge über den Brisbane River bei Brisbane, Queensland, Australien, die zu diesem Zeitpunkt längste Auslegerbrücke aus Stahlbeton, wird eröffnet.

### Kultur
- 1769: In Mannheim findet die Uraufführung des Dramma per musica Adriano in Siria in der Vertonung von Ignaz Holzbauer statt.
- 1879: Am Teatro Regio in Turin wird die Oper Hero und Leander von Giovanni Bottesini uraufgeführt.

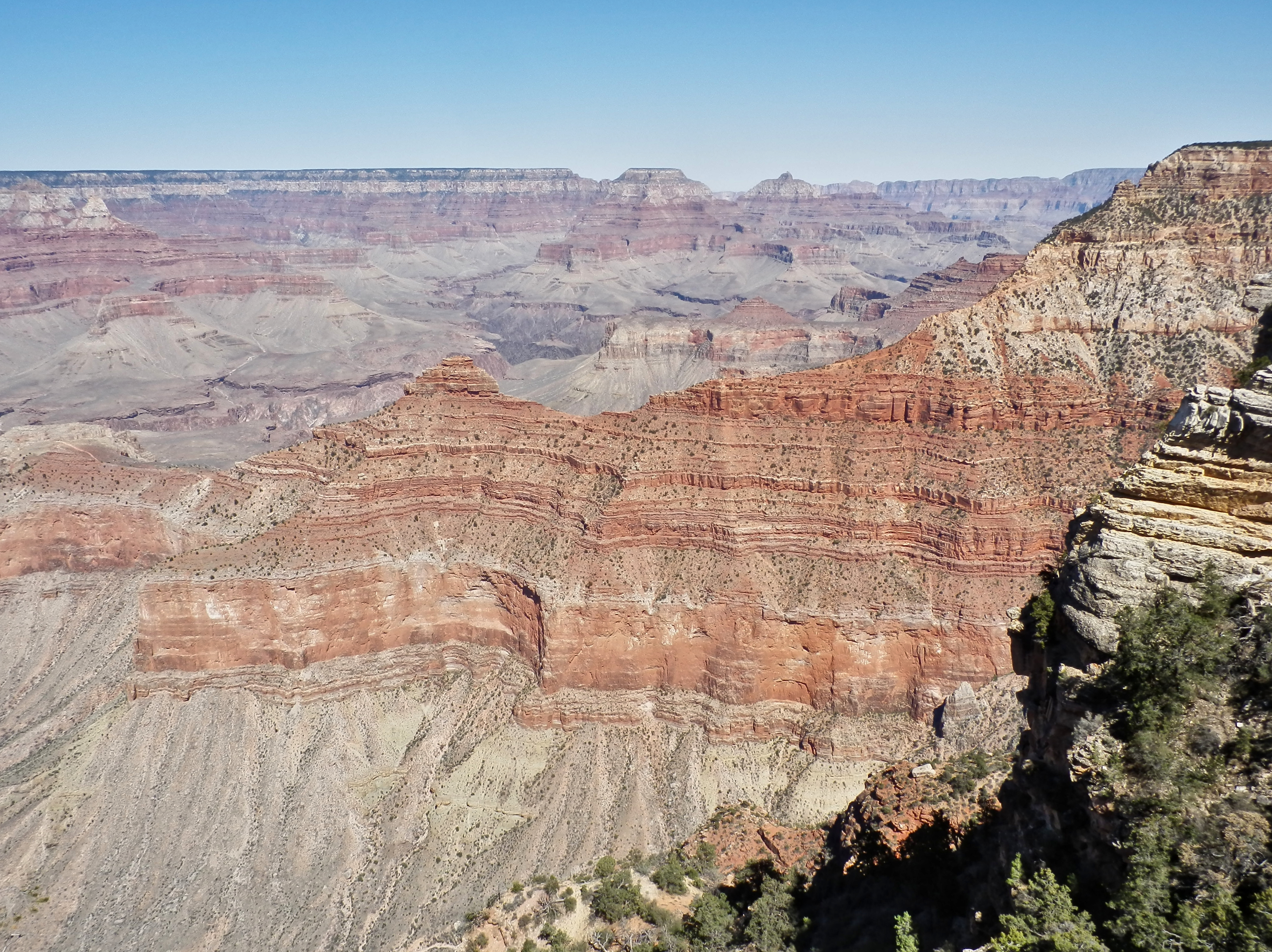
1908: Grand Canyon

- 1908: Das Gebiet um den Grand Canyon wird von US-Präsident Theodore Roosevelt zum National Monument erklärt.
- 1911: In der Berliner Zeitschrift Der Demokrat wird das Gedicht Weltende von Jakob van Hoddis veröffentlicht.
- 1949: Das Berliner Ensemble präsentiert sich erstmals mit der Aufführung Mutter Courage und ihre Kinder unter der Leitung von Bertolt Brecht der Öffentlichkeit im Deutschen Theater Berlin.
- 2017: Die Elbphilharmonie in Hamburg wird eröffnet.

### Gesellschaft

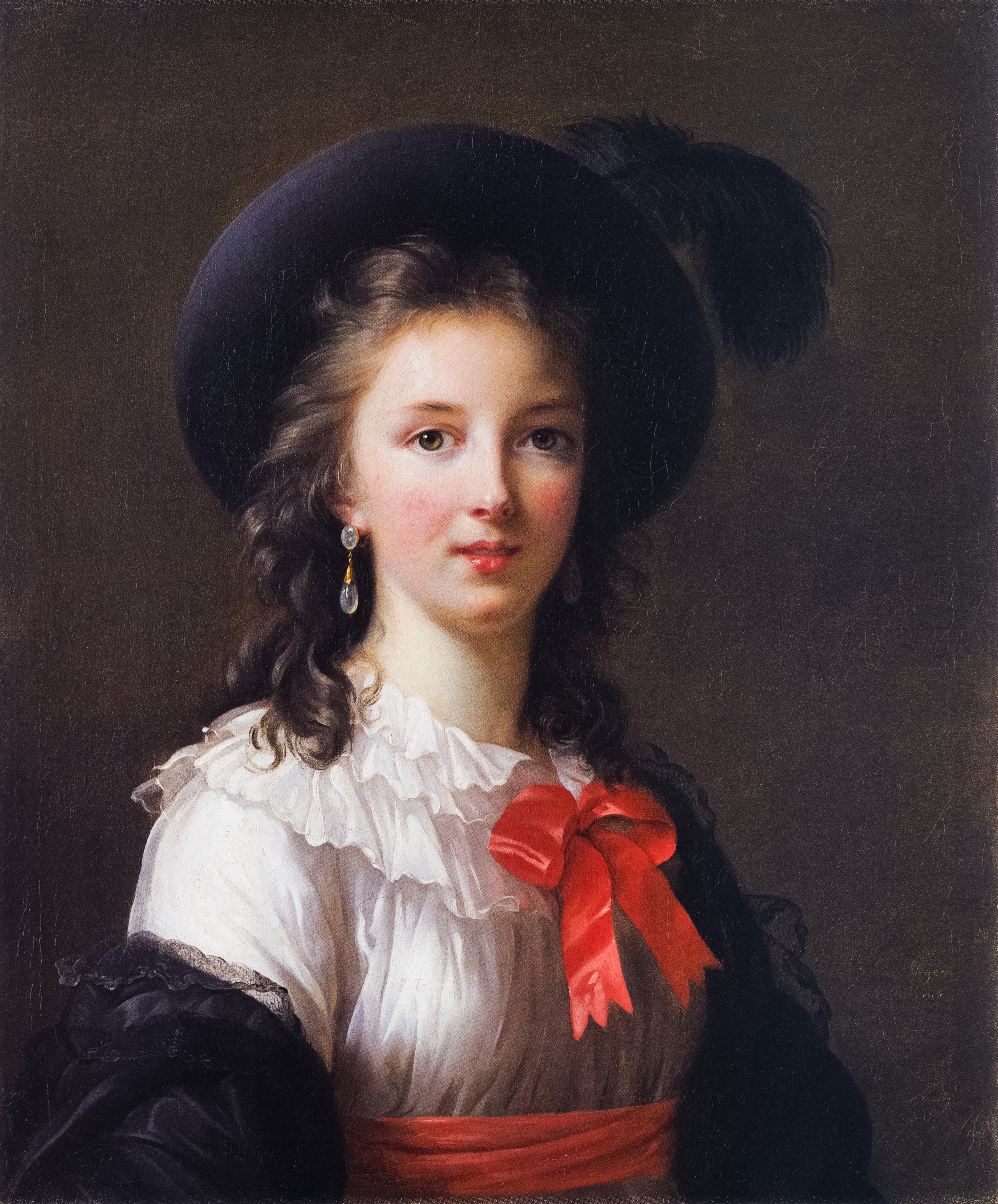
1776: Élisabeth Vigée-Lebrun

- 1776: Die französische Malerin Élisabeth Vigée heiratet Jean-Baptiste-Pierre Lebrun.

### Religion
- 1571: Kaiser Maximilian II. erlässt für die habsburgischen Erblande eine Religionsassekuration. Den Ständen des Adels und der Ritterschaft wird damit eine Konzession zur Religionsausübung erteilt, wenn sie Anhänger des Augsburger Bekenntnisses sind.
- 1905: In New York City beginnt die Arbeit an der Catholic Encyclopedia unter der Leitung von fünf Redakteuren.
- 1998: Papst Johannes Paul II. verfasst einen Papstbrief an die deutschen Bischöfe zur kirchlichen Schwangerschaftsberatung.

### Katastrophen
- 1866: Das britische Passagierschiff London gerät im Golf von Biskaya in einen Sturm und sinkt, 220 der 239 Menschen an Bord kommen um.
- 1954: Lawinenabgänge in Vorarlberg fordern insgesamt 135 Tote, besonders betroffen ist die Gemeinde Blons im Großen Walsertal.

Kleinere Unglücksfälle sind in den Unterartikeln von Katastrophe und in der Liste von Katastrophen aufgeführt.

### Sport
- 1925: Die tschechoslowakische Eishockeynationalmannschaft gewinnt die Eishockey-Europameisterschaft.
- 1953: Der österreichische Skispringer Josef Bradl gewinnt die erste Ausgabe der Vierschanzentournee – vor den Norwegern Halvor Næs und Asgeir Dølplads, Toni Brutscher belegte als bester Deutscher den vierten Rang.
- 1970: Die Kansas City Chiefs gewinnen im Tulane Stadium in New Orleans mit einem 23:7-Sieg gegen die Minnesota Vikings den Super Bowl IV. Kansas City Quarterback Len Dawson wird zum Super Bowl MVP gewählt.
- 2015: Der Finalsieg in Brisbane gegen Milos Raonic ist für Roger Federer sein 1000. Sieg auf der ATP World Tour. Vor ihm hatten dies nur Ivan Lendl (1071) und Jimmy Connors (1253) geschafft.

Einträge von Leichtathletik-Weltrekorden befinden sich unter der jeweiligen Disziplin unter Leichtathletik.

## Geboren

### Vor dem 18. Jahrhundert

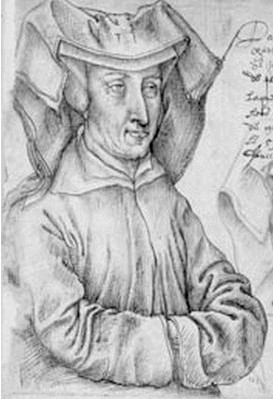
Michelle de Vaalois (* 1395)

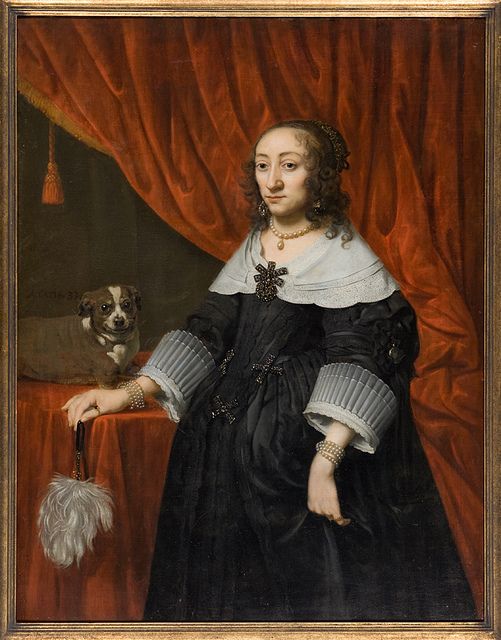
Katharina Charlotte von Pfalz-Zweibrücken (* 1615)

- 0347: Theodosius I., römischer Kaiser
- 0844: Abdallah von Córdoba, siebter Emir von Córdoba
- 1322: Kōmyō, zweiter Gegen-Tennō Japans (Nordhof)
- 1359: Go-En’yū, fünfter Gegen-Tennō Japans (Nordhof)
- 1395: Michelle de Valois, Herzogin von Burgund
- 1418: Hans Feer, Luzerner Schultheiss, Kleinrat, Land- und Kirchenvogt sowie Tagsatzungsgesandter
- 1464: Wichmann Kruse, deutscher Rechtswissenschaftler und Theologe
- 1503: Parmigianino, italienischer Maler des Manierismus
- 1568: Balthasar, Graf von Nassau-Wiesbaden-Idstein
- 1582: Nicolaus Henel von Hennenfeld, deutscher Biograf, Chronist und Historiker
- 1591: Robert Devereux, 3. Earl of Essex, englischer Offizier und Politiker
- 1615: Katharina Charlotte von Pfalz-Zweibrücken, Pfalzgräfin von Neuburg und Herzogin von Jülich-Berg
- 1622: Louis de Lorraine, Herzog von Joyeuse

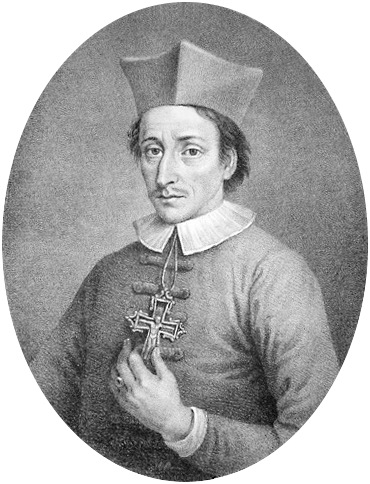
Nicolaus Steno (* 1638)

- 1638: Nicolaus Steno, dänischer Bischof und Naturforscher
- 1642: Johann Friedrich Alberti, deutscher Organist und Komponist
- 1645: Johann Mathias Rauchmiller, deutscher Bildhauer, Elfenbeinschnitzer, Maler und Architekt
- 1653: Gaspar de la Cerda Sandoval Silva y Mendoza, spanischer Kolonialverwalter und Vizekönig von Neuspanien
- 1665: Hermann Friedrich von Hohenzollern-Hechingen, kaiserlicher Generalfeldmarschall
- 1671: François-Marie de Broglie, französischer Feldherr, Marschall von Frankreich
- 1673: Christian August von Schleswig-Holstein-Gottorf, Fürstbischof des Hochstifts Lübeck
- 1683: Farrukh Siyar, Großmogul von Indien
- 1691: Hans Jakob Schulthess, Schweizer evangelischer Geistlicher und Pietist
- 1695: Francis Scott, 2. Duke of Buccleuch, schottischer Adliger
- 1699: Christian Gottlieb Kluge der Ältere, deutscher Theologe

### 18. Jahrhundert
- 1707: Vincenzo Riccati, venezianischer Mathematiker
- 1716: Edmund Sheffield, 2. Duke of Buckingham and Normanby, britischer Adeliger
- 1732: Peter Forsskål, finnischer Naturkundler und Orientalist
- 1737: Joseph Anton Felix von Balthasar, Schweizer Politiker und Staatsmann
- 1746: František Adam Míča, tschechischer Komponist
- 1747: Franz Georg von Keeß, österreichischer Jurist
- 1747: François Alexandre Frédéric, duc de La Rochefoucauld-Liancourt, französischer Herzog, Politiker, Sozialreformer und Unternehmer
- 1750: Johann Jakob Walder, Schweizer Politiker, Jurist und Komponist
- 1753: Charlotte Buff, deutsche Hausfrau, Vorbild der Lotte in Die Leiden des jungen Werther
- 1755: Wilhelm Julius Ludwig von Schubert, deutscher Jurist und Regierungsbeamter

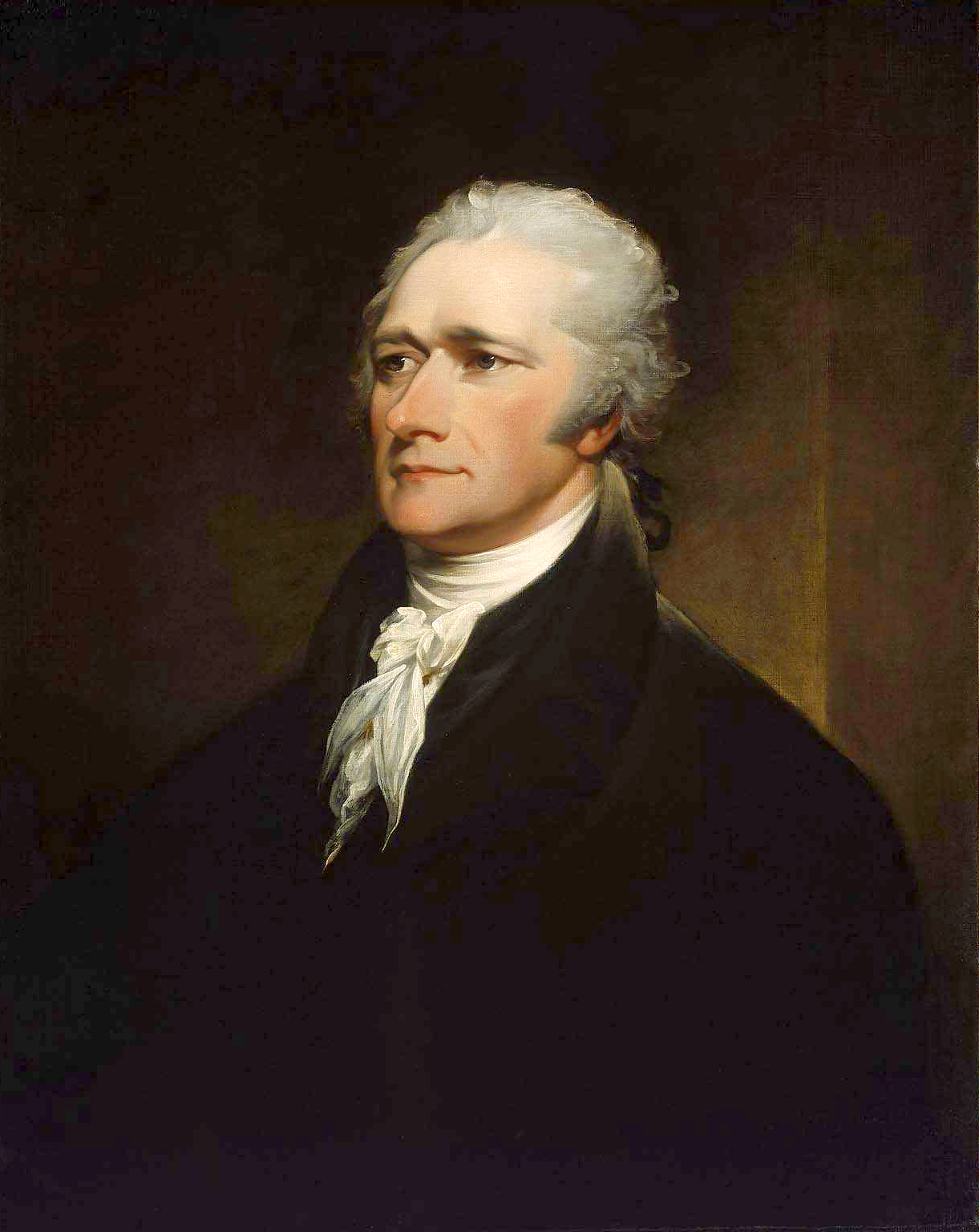
Alexander Hamilton (* 1755 oder 1757)

- 1755 oder 1757: Alexander Hamilton, US-amerikanischer Politiker
- 1758: François-Louis Bourdon, französischer Politiker

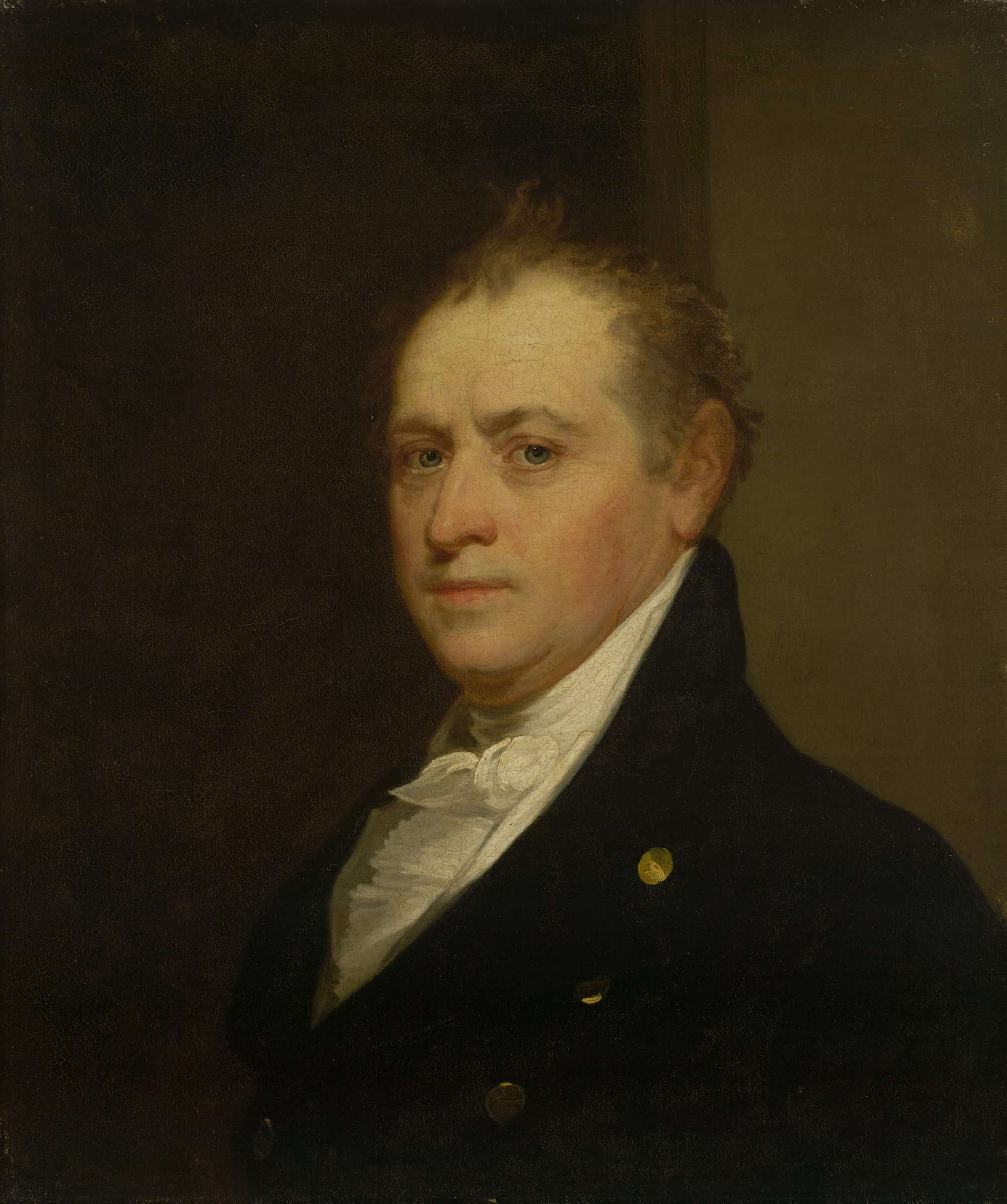
Oliver Wolcott jr. (* 1760)

- 1760: Oliver Wolcott jr., US-amerikanischer Politiker
- 1765: Antoine-Alexandre Barbier, französischer Bibliothekar
- 1765: Johann Christian Jauch senior, hanseatischer Kaufmann
- 1770: Léonard Huard de Saint-Aubin, französischer General
- 1778: Agathon Fain, französischer Adliger, Geheimsekretär Napoleons I.
- 1778: Henriette Jügel, deutsche Malerin
- 1782: Sebastian Rinz, deutscher Gärtner
- 1793: Franz von Duesberg, deutscher Jurist und Politiker
- 1793: Cave Johnson, US-amerikanischer Politiker
- 1793: Johanna Stegen, preußische Patriotin, bekannt als Heldenmädchen von Lüneburg
- 1796: Ludwig August Busso Konstantin von der Asseburg, preußischer Hofjägermeister
- 1796: Philipp Friedrich Gwinner, deutscher Jurist, Kunsthistoriker und Politiker
- 1797: Carl Rottmann, deutscher Landschaftsmaler
- 1800: Ányos Jedlik, ungarischer Physiker und Erfinder
- 1800 Carl Traugott Queisser, deutscher Posaunist und Violinist
- 1800: Giuseppina Ronzi de Begnis, italienische Opernsängerin († 1853)

### 19. Jahrhundert

#### 1801–1850
- 1802: Christian Friedrich Wilhelm Roller, deutscher Psychiater
- 1803: Giovanni Antonio Farina, italienischer Bischof
- 1804: Carl August Müller, deutscher Hofinstrumentenbauer

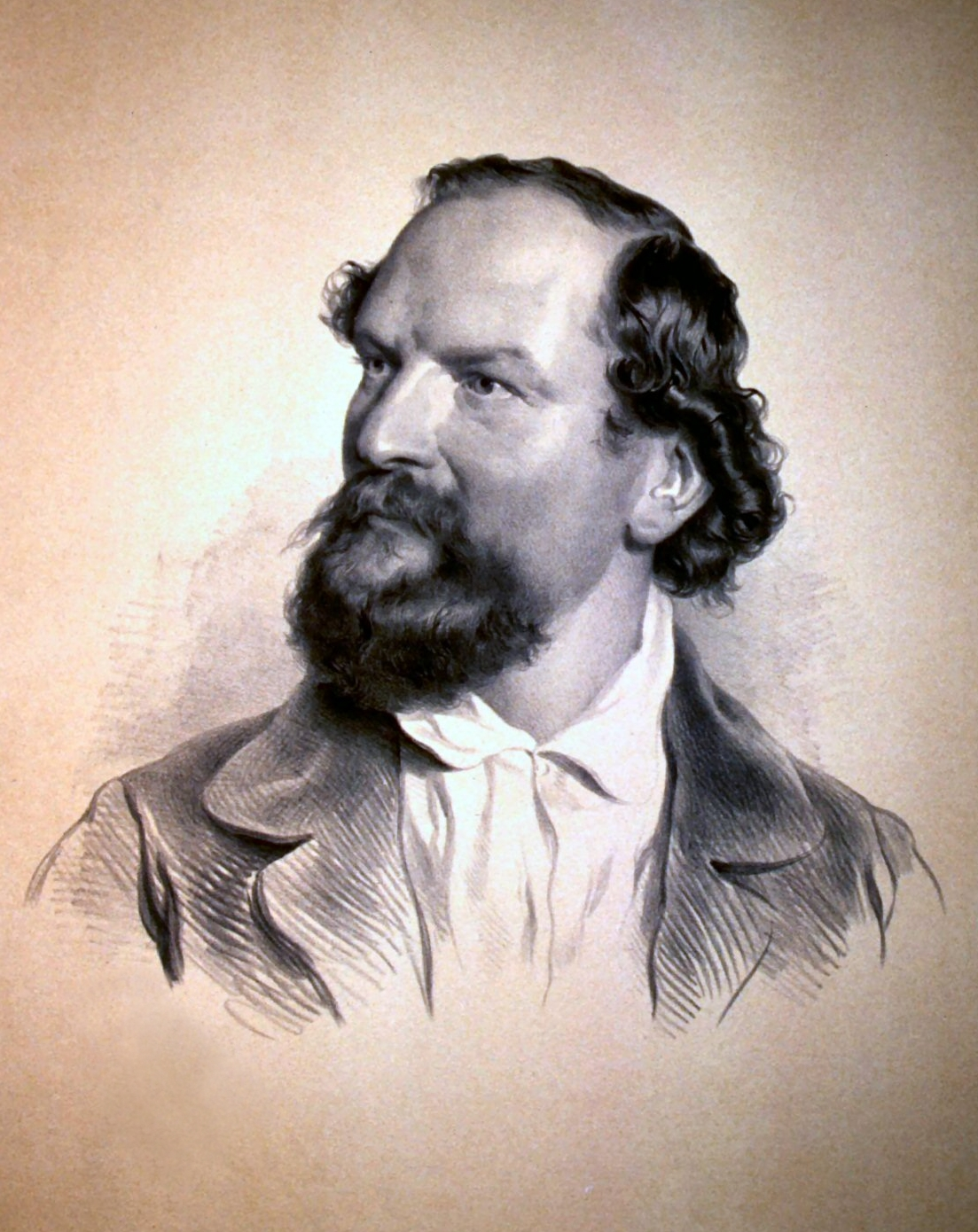
Peter Johann Nepomuk Geiger (* 1805)

- 1805: Johann Nepomuk Geiger, österreichischer Maler und Zeichner
- 1810: Johann Ludwig Krapf, deutscher Missionar
- 1814: Charles Baker Adams, US-amerikanischer Naturforscher
- 1814: William Bigler, US-amerikanischer Politiker
- 1814: James Paget, britischer Chirurg und Pathologe
- 1817: Norbert Pfretzschner senior, österreichischer Arzt, Politiker und Erfinder
- 1819: Karl Klein, deutscher Geistlicher und Theologe, Bischof von Limburg
- 1821: Carlo Laurenzi, italienischer Kardinal
- 1822: Gustavus Woodson Smith, US-amerikanischer Militär und Politiker
- 1823: Pierre Marie Philippe Aristide Denfert-Rochereau, französischer Oberst
- 1825: Bayard Taylor, US-amerikanischer Reiseschriftsteller und Dichter
- 1826: Giuseppe Battaglini, italienischer Mathematiker

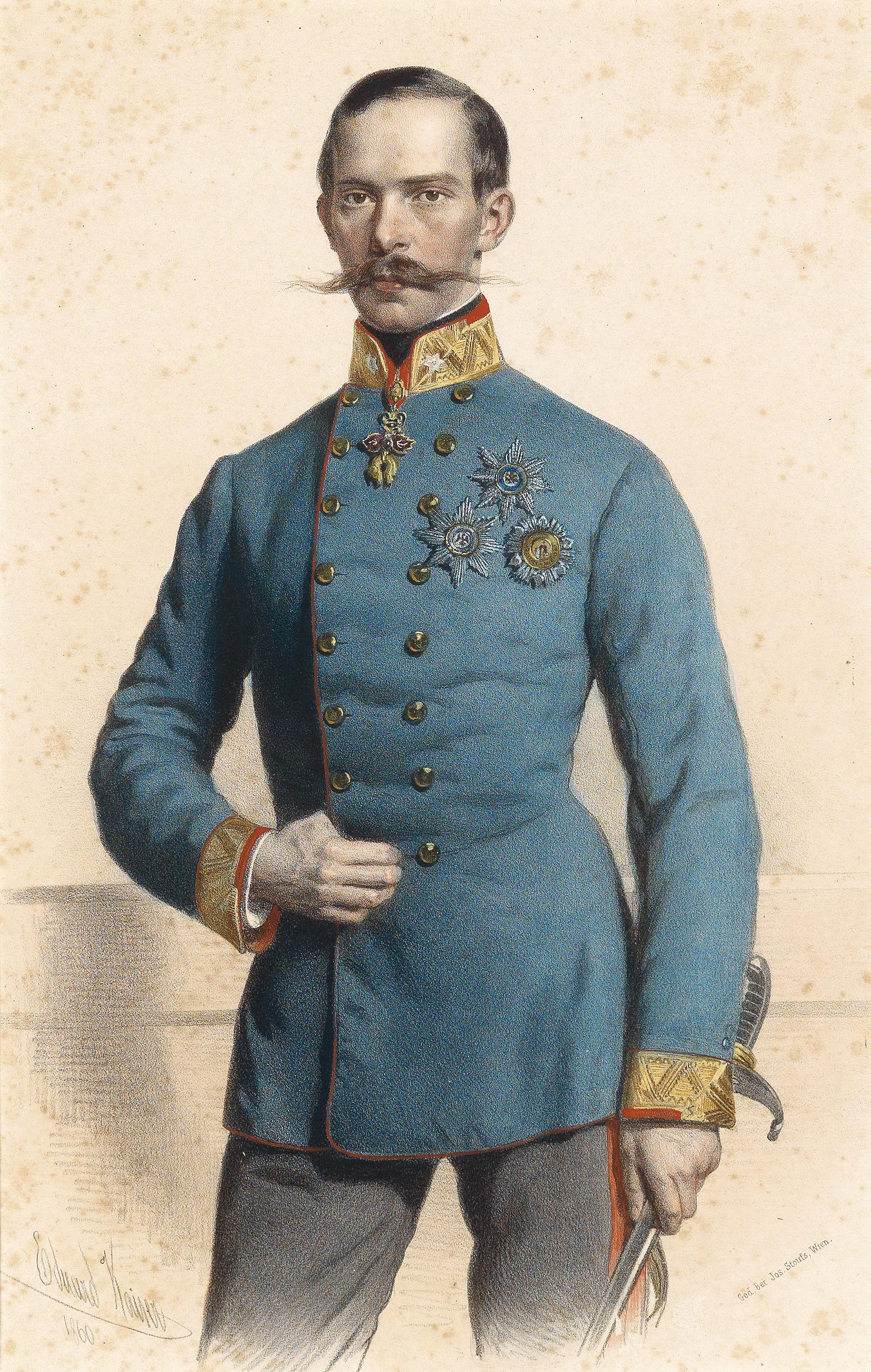
Rainer von Österreich (* 1827)

- 1827: Rainer von Österreich, österreichischer Erzherzog und General
- 1831: James Ronald Chalmers, US-amerikanischer General und Politiker
- 1833: Michail Clodt von Jürgensburg, russischer Maler
- 1837: Adolf Ledebur, deutscher Metallurge
- 1837: Hieronymus Richter, deutscher Historienmaler
- 1838: Giovanni Cagliero, italienischer Kardinal und vatikanischer Diplomat
- 1839: Otto Dienel, deutscher Komponist und Kirchenmusiker
- 1839: Eugenio María de Hostos, puerto-ricanischer Schriftsteller und Pädagoge
- 1839: Elisabeth Järnefelt, Förderin der finnischen Kultur und Kunst, Schwiegermutter des finnischen Nationalkomponisten Jean Sibelius
- 1841: Otto von Gierke, deutscher Jurist und Historiker
- 1841: Wilhelm Fürchtegott Niedermann, Schweizer Journalist und Bühnenautor
- 1842: William James, US-amerikanischer Philosoph und Psychologe
- 1843: Adolf Eberle, deutscher Maler
- 1843: Urs Viktor Heutschi, Schweizer Bankier und Politiker
- 1843: Adolf Philippi, deutscher Philologe und Kunsthistoriker
- 1844: Franz Schrader, französischer Geograph und Alpinist, Kartograph und Maler
- 1845: Ludwig Willroider, österreichischer Maler
- 1848: Ferdinand Schalch, Schweizer Geologe, Paläontologe, Kartograph, Geheimer Bergrat, Sammler und Mäzen
- 1849: Philipp Bertkau, deutscher Zoologe
- 1849: Alexandre Guillot, Schweizer evangelischer Geistlicher
- 1849: Oskar Lassar, deutscher Dermatologe
- 1849: Alexander Pomeranzew, russischer Architekt
- 1850: Joseph Charles Arthur, US-amerikanischer Botaniker
- 1850: Philipp von Ferrary, französischer Philatelist

#### 1851–1900

Gottfried Traub (* 1869)

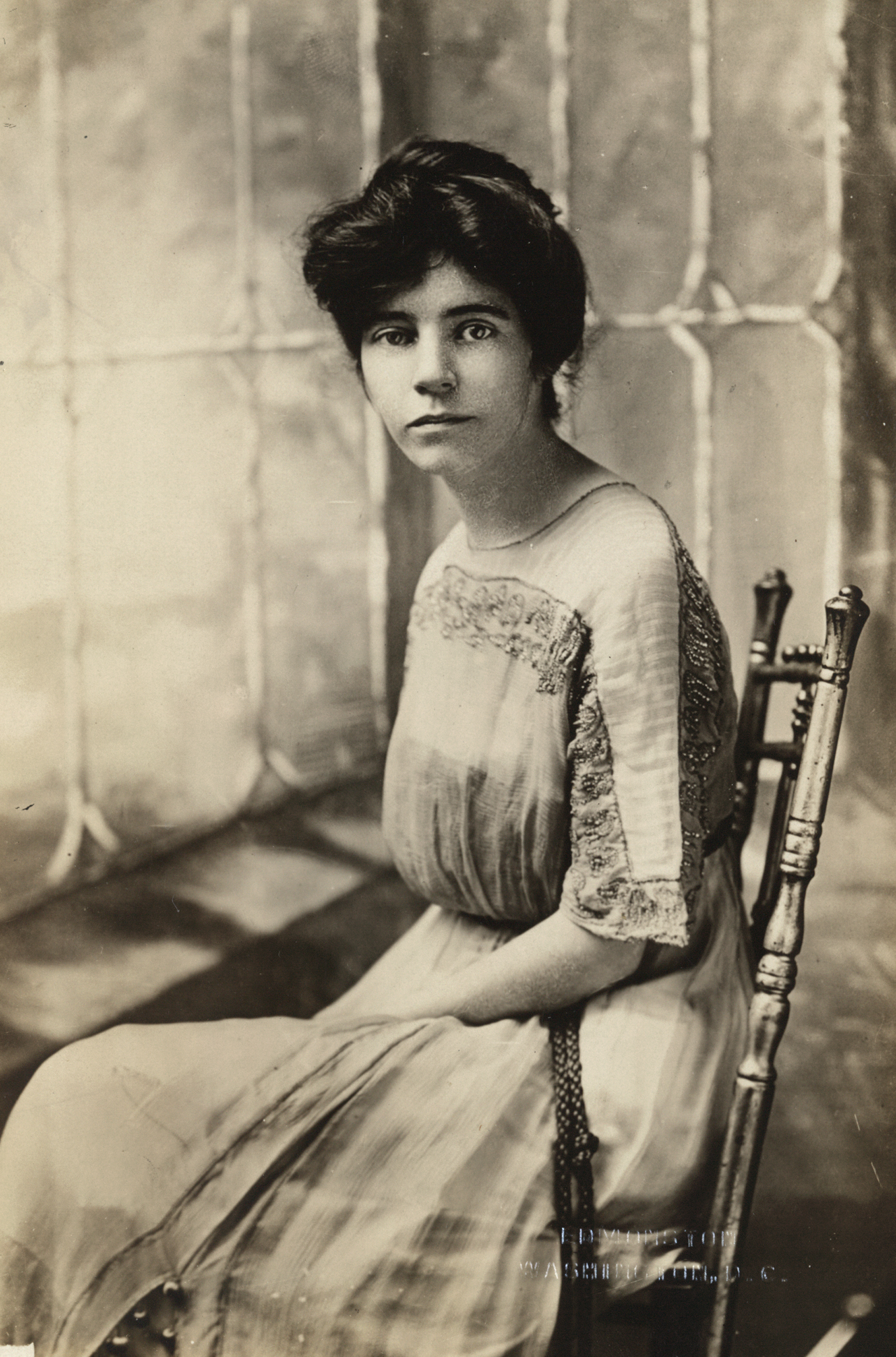
Alice Paul (* 1885)

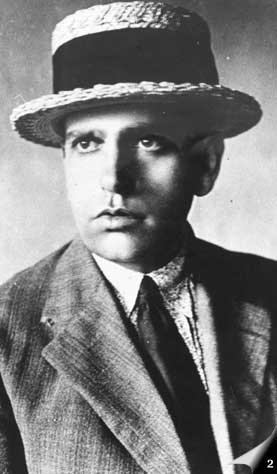
Oswald de Andradre (* 1890)

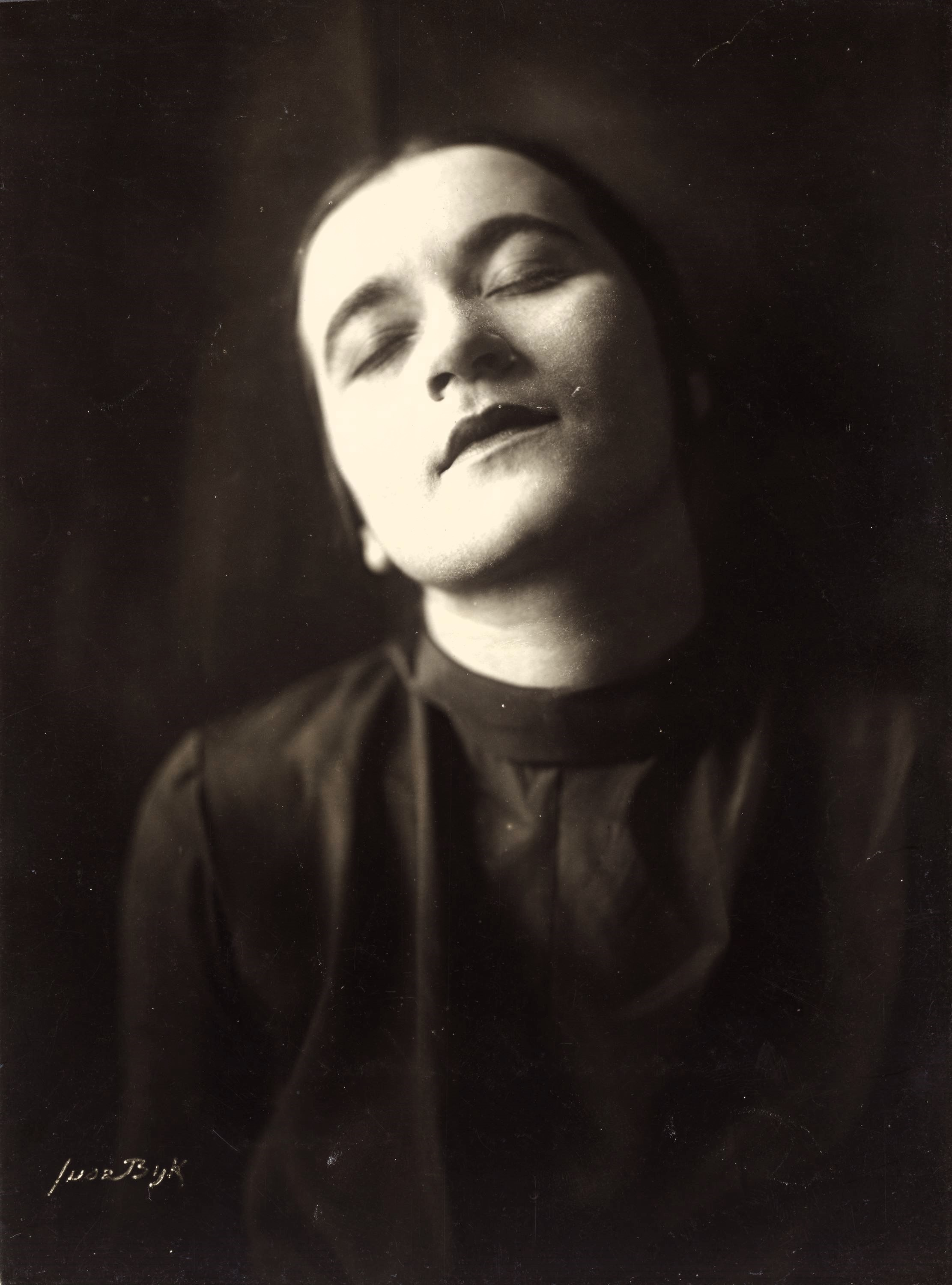
Valeska Gert (* 1892)

- 1852: Constantin Fehrenbach, deutscher Politiker, MdR und Reichskanzler
- 1853: Gustav Falke, deutscher Schriftsteller
- 1853: Johannes Nicolaas Helstone, surinamischer Musiker
- 1856: Christian Sinding, norwegischer Komponist
- 1858: Harry Gordon Selfridge, US-amerikanischer Kaufmann
- 1859: Francisco d’Andrade, portugiesischer Opernsänger
- 1859: George Curzon, 1. Marquess Curzon of Kedleston, britischer Staatsmann, Vizekönig von Indien
- 1862: Joseph Nelson Rose, US-amerikanischer Botaniker
- 1863: Ernst Amme, deutscher Industrieller
- 1865: George Montague Harper, britischer Militär
- 1865: Johannes Franz Hartmann, deutscher Astronom
- 1868ː Elisabeth von Baczko, deutsche Innenarchitektin und Möbeldesignerin und Frauenrechtlerin
- 1868: Cai Yuanpei, chinesischer Pädagoge und Rektor
- 1868: Louis-Lucien Klotz, französischer Journalist und Politiker
- 1869: Aladár Aujeszky, ungarischer Veterinärpathologe und Mikrobiologe
- 1869: Gottfried Traub, deutscher Politiker und Theologe
- 1870: Alexander Stirling Calder, US-amerikanischer Bildhauer
- 1872: Herbert Baddeley, englischer Tennisspieler
- 1872: Wilfred Baddeley, englischer Tennisspieler
- 1872: Paul Graener, deutscher Komponist
- 1872: George Joseph Smith, britischer Serienmörder
- 1875: Reinhold Moritzewitsch Glière, russischer Komponist
- 1876: Thomas Hicks, US-amerikanischer Leichtathlet
- 1877: Heinrich Glücklich, deutscher Kaufmann
- 1878: Theodoros Pangalos, griechischer General und Politiker
- 1879: Ernst Jencquel, deutscher Ruderer
- 1879: Hermann Mulert, deutscher Theologe
- 1883: Carlo Maffeis, italienischer Motorradrennfahrer
- 1883: Robert Paul Oszwald, deutscher Publizist, Historiker und Politiker
- 1883: Jacob Picard, deutscher Dichter
- 1884: Dietrich Wortmann, deutscher Ringer
- 1885: Emil Abegg, Schweizer Indologe
- 1885: Paul Humbert, Schweizer evangelischer Theologe, Hochschullehrer und Bibliothekar
- 1885: Alice Paul, US-amerikanische Suffragette und Feministin
- 1885: Heinrich Sthamer, deutscher Komponist und Musiktheoretiker
- 1886: Rosario Arcidiacono, italienischer Schauspieler
- 1886: Frederick Koolhoven, niederländischer Automobilrennfahrer, Flugzeugkonstrukteur und Unternehmer
- 1886: Elsa Rendschmidt, deutsche Eiskunstläuferin
- 1886: George Zucco, US-amerikanischer Schauspieler
- 1887: Oskar Emil Andersson, schwedischer Comiczeichner
- 1887: Juan Carlos Dávalos, argentinischer Schriftsteller
- 1887: Aldo Leopold, US-amerikanischer Forstwissenschaftler und Ökologe
- 1890: Ludwig von Andok, deutscher Maler
- 1890: Harold Bride, britischer Funker, zweiter Funkoffizier der Titanic
- 1890: Max Carey, US-amerikanischer Baseballspieler
- 1890: Oswald de Andrade, brasilianischer Schriftsteller
- 1890: Bud Scott, US-amerikanischer Jazzmusiker
- 1891: Andrew Sockalexis, US-amerikanischer Langstreckenläufer
- 1892: Valeska Gert, deutsche Tänzerin, Kabarettistin und Schauspielerin
- 1892: Alice Haubrich-Gottschalk, deutsche Kinderärztin und Gynäkologin
- 1883: Rudolf Hammacher, deutscher Theaterschauspieler und -regisseur
- 1894: Alexander Hall, US-amerikanischer Filmregisseur
- 1895: Laurens Hammond, US-amerikanischer Geschäftsmann, Erfinder der Hammondorgel
- 1895: Alfred Malige, deutscher Geiger und Komponist
- 1896: Heinrich Stuhlfauth, deutscher Fußballspieler
- 1897: August Heißmeyer, deutscher SS-General, Kriegsverbrecher
- 1898: Oskar Matzner, deutscher Politiker, MdB
- 1900: Edward Hays, britischer Autorennfahrer

### 20. Jahrhundert

#### 1901–1925

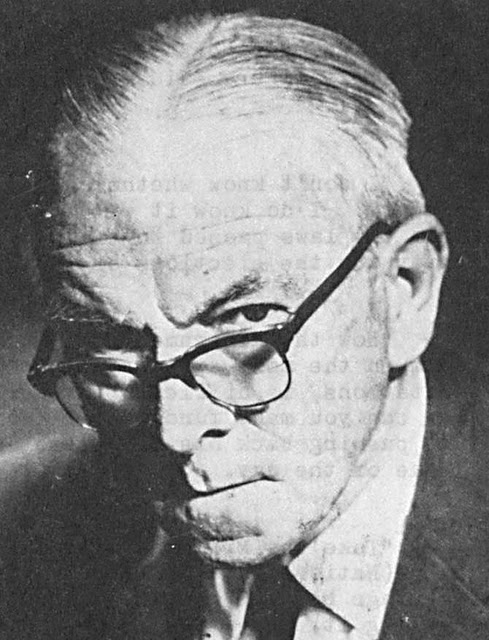
Alan Paton (* 1903)

- 1901: Joachim Ernst von Anhalt-Dessau, letzter Herzog von Anhalt
- 1901: Andries Dirk Copier, niederländischer Designer
- 1901: Herbert Molwitz, deutscher Kupferstecher und Radierer
- 1901: Sulamith Wülfing, deutsche Illustratorin
- 1902: Maurice Duruflé, französischer Komponist
- 1902: Alois Pupp, italienisch-österreichischer Politiker in Südtirol
- 1903: Alan Paton, südafrikanischer Schriftsteller und Apartheid-Gegner

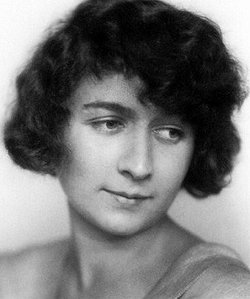
Ilse Weber (* 1903)

- 1903: Ilse Weber, deutsche Schriftstellerin, Opfer der Shoah
- 1904: Murray Alper, US-amerikanischer Schauspieler
- 1906: Albert Hofmann, Schweizer Chemiker, Entdecker des LSD
- 1906: Johannes Paul Thilman, deutscher Komponist
- 1907: Christoph Bernhard Graf von Galen, deutscher Adliger, Politiker und Kirchenmäzen
- 1907: Abraham Joshua Heschel, polnischer Theologe und Philosoph
- 1907: Pierre Mendès France, französischer Politiker
- 1908: Lionel Stander, US-amerikanischer Schauspieler
- 1910: Betty Miles, US-amerikanische Schauspielerin, Stuntfrau, Pferdeartistin und Lehrerin
- 1910: Trygve Bratteli, norwegischer Politiker
- 1911: Margarete Berger-Heise, deutsche Politikerin, MdL, MdB
- 1911: Tommy Duncan, US-amerikanischer Country-Sänger
- 1912: Richard Sennels, dänischer Organist und Komponist
- 1912: Hugh Stubbins, US-amerikanischer Architekt
- 1913: Franz Aschenwald, österreichischer Skisportler
- 1913: Eduard Buess, Schweizer evangelischer Geistlicher und Hochschullehrer
- 1913: Karl Stegger, dänischer Schauspieler
- 1914: Otto Gritschneder, deutscher Rechtshistoriker, Rechtsanwalt und Publizist
- 1915: Irmgard Först, österreichische Schauspielerin
- 1915: Luise Krüger, deutsche Leichtathletin, Olympiamedaillengewinnerin
- 1916: Bernard Blier, französischer Filmschauspieler
- 1916: Zikmund Schul, deutscher Komponist
- 1917: Abdul Wali Khan, pakistanischer Politiker
- 1917: Max Lang, Schweizer Musiker, Komponist und Dirigent
- 1918: Robert C. O’Brien, US-amerikanischer Schriftsteller und Journalist
- 1918: Kitaoka Fumio, japanischer Holzschnittkünstler
- 1918: Gunnar Sønsteby, norwegischer Widerstandskämpfer
- 1918: Guo Wenzhi, chinesischer Bischof
- 1919: Alexander von Branca, deutscher Architekt
- 1920: Ruth Bietenhard, Schweizer Journalistin, Autorin und Lehrerin
- 1920: Slavko Janevski, mazedonischer Schriftsteller
- 1921: Gory Guerrero, mexikanischer Wrestler
- 1921: Juanita M. Kreps, US-amerikanische Politikerin
- 1921: Judith Leiber, ungarisch-amerikanische Designerin von Luxus-Handtaschen
- 1921: Berry Lipman, deutscher Bandleader, Komponist, Arrangeur und Musikproduzent
- 1922: Hans Buchheim, deutscher Politikwissenschaftler
- 1923: Thomas Ashley, US-amerikanischer Politiker
- 1923: Jerome Bixby, US-amerikanischer Drehbuch- und Science-Fiction-Autor
- 1923: Osie Johnson, US-amerikanischer Jazzschlagzeuger
- 1923: Ernst Nolte, deutscher Historiker

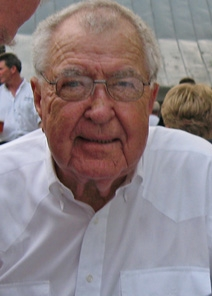
Carroll Shelby (* 1923)

- 1923: Carroll Shelby, US-amerikanischer Rennfahrer, Sportwagenkonstrukteur und Unternehmer
- 1924: Roger Guillemin, französisch-US-amerikanischer Biochemiker
- 1924: Roswitha Haftmann, Schweizer Galeristin, Kunsthändlerin sowie Gründerin und Finanzgeberin der Roswitha Haftmann Stiftung
- 1924: Slim Harpo, US-amerikanischer Blues-Musiker
- 1925ː Gisela Bührmann, deutsche Malerin und Grafikerin

#### 1926–1950
- 1926: Elsa Grube-Deister, deutsche Schauspielerin
- 1926: Eberhard Zeidler, deutsch-kanadischer Architekt
- 1927: Cal Massey, US-amerikanischer Jazzkomponist und -trompeter
- 1928: Will Brandes, deutscher Schlagersänger
- 1928ː Lora Lamm, Schweizer Grafikerin
- 1928: Bertel Lauring, dänischer Schauspieler
- 1928: Harry Wüstenhagen, deutscher Schauspieler
- 1929: Erwin Aumeier, deutscher Fußballspieler
- 1929: Rafael Eitan, israelischer General und Politiker
- 1929: Wanda Wiłkomirska, polnische Violinistin
- 1929: Wolfgang Hänsch, deutscher Architekt
- 1930: Francesco De Masi, italienischer Komponist und Dirigent
- 1930: Rod Taylor, australischer Schauspieler
- 1931: Hans-Jörg von Jena, deutscher Theater- und Musikkritiker
- 1931: Eve Queler, amerikanische Dirigentin
- 1931: Mary Rodgers, US-amerikanische Musical-Komponistin und Schriftstellerin
- 1931: Gerhard Weiser, deutscher Politiker, MdL und Landesminister
- 1932: Alfonso Arau, mexikanischer Schauspieler, Produzent und Regisseur
- 1932: Richard Aylmer, britischer Skilangläufer
- 1932: Eduardo Barbeiro, portugiesischer Schwimmer und Wasserballspieler
- 1932: Klaus Stern, deutscher Rechtswissenschaftler
- 1934: Nelson Philip Ashmole, britischer Zoologe und Naturschützer

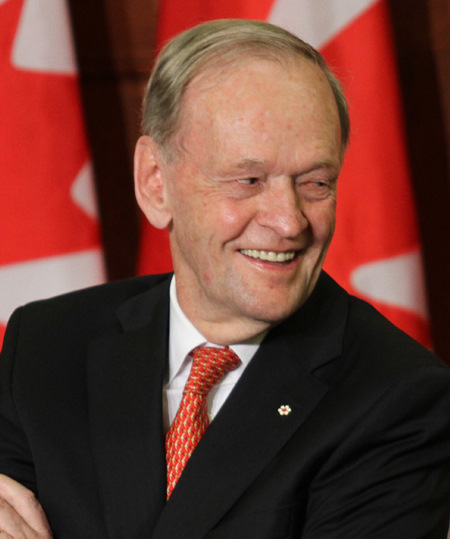
Jean Chrétien (* 1934)

- 1934: Jean Chrétien, kanadischer Premierminister
- 1934: Tony Hoare, britischer Informatiker
- 1934: Helfried Reinnagel, deutscher Leichtathlet
- 1936: Eva Hesse, US-amerikanische Malerin und Bildhauerin
- 1936: Peter Rohs, deutscher Philosoph
- 1937: Marta Hidy, kanadische Geigerin, Dirigentin und Musikpädagogin
- 1937: Felix Silla, italienischer Schauspieler
- 1938: Fischer Black, US-amerikanischer Wirtschaftswissenschaftler
- 1938: Wilhelm Polte, deutscher Politiker, MdL
- 1938: Arthur Scargill, britischer Gewerkschafter und Politiker
- 1939: Anne Heggtveit, kanadische Skirennläuferin
- 1939: Richard Posner, US-amerikanischer Richter und Ökonom
- 1939: Imre Simkó, ungarischer Sportschütze
- 1940: Eike Ebert, deutscher Politiker
- 1940: Apollo Lynge, grönländischer Skilangläufer
- 1940: Franco Balmamion, italienischer Radrennfahrer
- 1940: Turi Schellenberg, Schweizer Musiker
- 1940: Heinz Stücke, deutscher Radfahrer

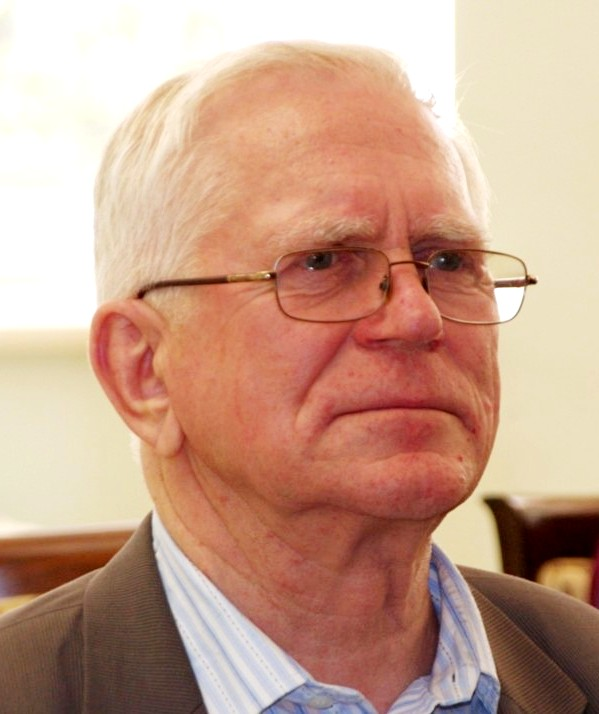
Andres Tarand (* 1940)

- 1940: Andres Tarand, estnischer Politiker
- 1941: Simón Andreu, spanischer Schauspieler
- 1941: Shmuel Ashkenasi, israelischer Violinist
- 1941: Rüdiger Kirschstein, deutscher Schauspieler
- 1941: Wolf Lepenies, deutscher Soziologe, Politiker und wissenschaftlicher Schriftsteller
- 1941: Rašid Šemšedinović, jugoslawischer Eishockeytorwart
- 1941: Lawrence Shreeve, kanadischer Wrestler
- 1942: Clarence Clemons, US-amerikanischer Saxophonist
- 1942: Ingrid Wessel, deutsche Historikerin und Südostasienwissenschaftlerin
- 1943: Ernst Aichner, deutscher Militärhistoriker
- 1943: Stan Ivar, US-amerikanischer Schauspieler
- 1943: Dieter Langewiesche, deutscher Historiker
- 1943: Eduardo Mendoza, spanischer Schriftsteller

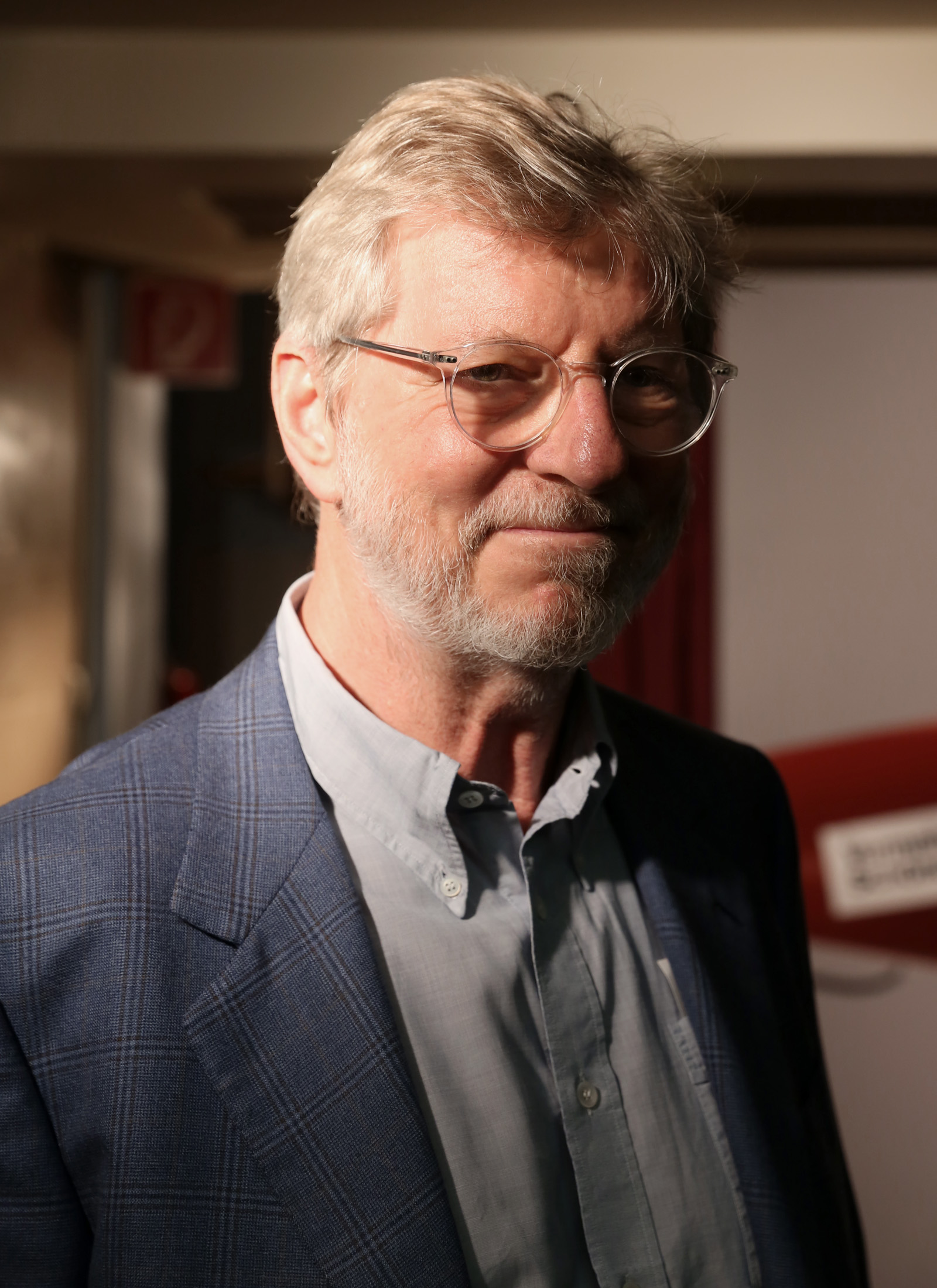
Oscar Bronner (* 1943)

- 1943: Oscar Bronner, österreichischer Journalist, Zeitungsherausgeber und Maler
- 1943: Rémy Zaugg, Schweizer Künstler
- 1944: Gerd Böckmann, deutscher Schauspieler und Regisseur
- 1944: York Höller, deutscher Komponist
- 1945: Christine Kaufmann, österreichisch-deutsche Filmschauspielerin
- 1946: Vladimír Bokes, slowakischer Komponist, Cellist und Musikpädagoge
- 1946: Hans Jucker, Schweizer TV-Sportreporter und TV-Moderator
- 1946: Tony Kaye, britischer Rockmusiker
- 1947: Carolina Geijssen, niederländische Eisschnellläuferin
- 1947: Egon Homm, deutscher Basketballspieler
- 1947: Eva Mahn, deutsche Kunstwissenschaftlerin, Hochschullehrerin und Fotografin
- 1948: Helga Anders, österreichische Schauspielerin
- 1948ː Françoise Gaill, französische Zoologin und Ozeanografin
- 1948: Wajima Hiroshi, japanischer Sumoringer
- 1948: Bernhard Lehmann, deutscher Bobfahrer und Handballspieler
- 1948: Madeline Manning, US-amerikanische Leichtathletin, Olympiasiegerin
- 1948: Wladimir Pantchev, bulgarisch-österreichischer Komponist
- 1948: Herbert Stenger, deutscher Automobilrennfahrer
- 1948: Terry Williams, britischer Rockschlagzeuger

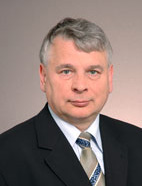
Bogdan Borusewicz (* 1949)

- 1949: Bogdan Borusewicz, polnischer Historiker und Politiker
- 1949: Raúl Castronovo, argentinischer Fußballspieler
- 1949: Hans-Joachim Heist, deutscher Schauspieler, Komiker und Regisseur
- 1949: Hermann Korte, deutscher Germanist und Literaturwissenschaftler
- 1949: Paco Ignacio Taibo II, spanischer Krimi-Schriftsteller
- 1949: Adam Zamoyski, polnischer Historiker
- 1949: Helmut Zenker, österreichischer Schriftsteller und Drehbuchautor
- 1950ː Maren-Magdalena Sorger, Malerin und Kunsttherapeutin

#### 1951–1975
- 1952: Ben Crenshaw, US-amerikanischer Golfer
- 1952: Diana Gabaldon, US-amerikanische Autorin
- 1952: Jens Goebel, deutscher Politiker, MdL und Landesminister
- 1952: Lee Ritenour, US-amerikanischer Musiker und Produzent
- 1953: Jeyaraj Fernandopulle, sri-lankischer Politiker
- 1953: Karin Kauertz, deutsche Politikerin, MdL
- 1954: Jaak Aaviksoo, estnischer Wissenschaftler und Politiker

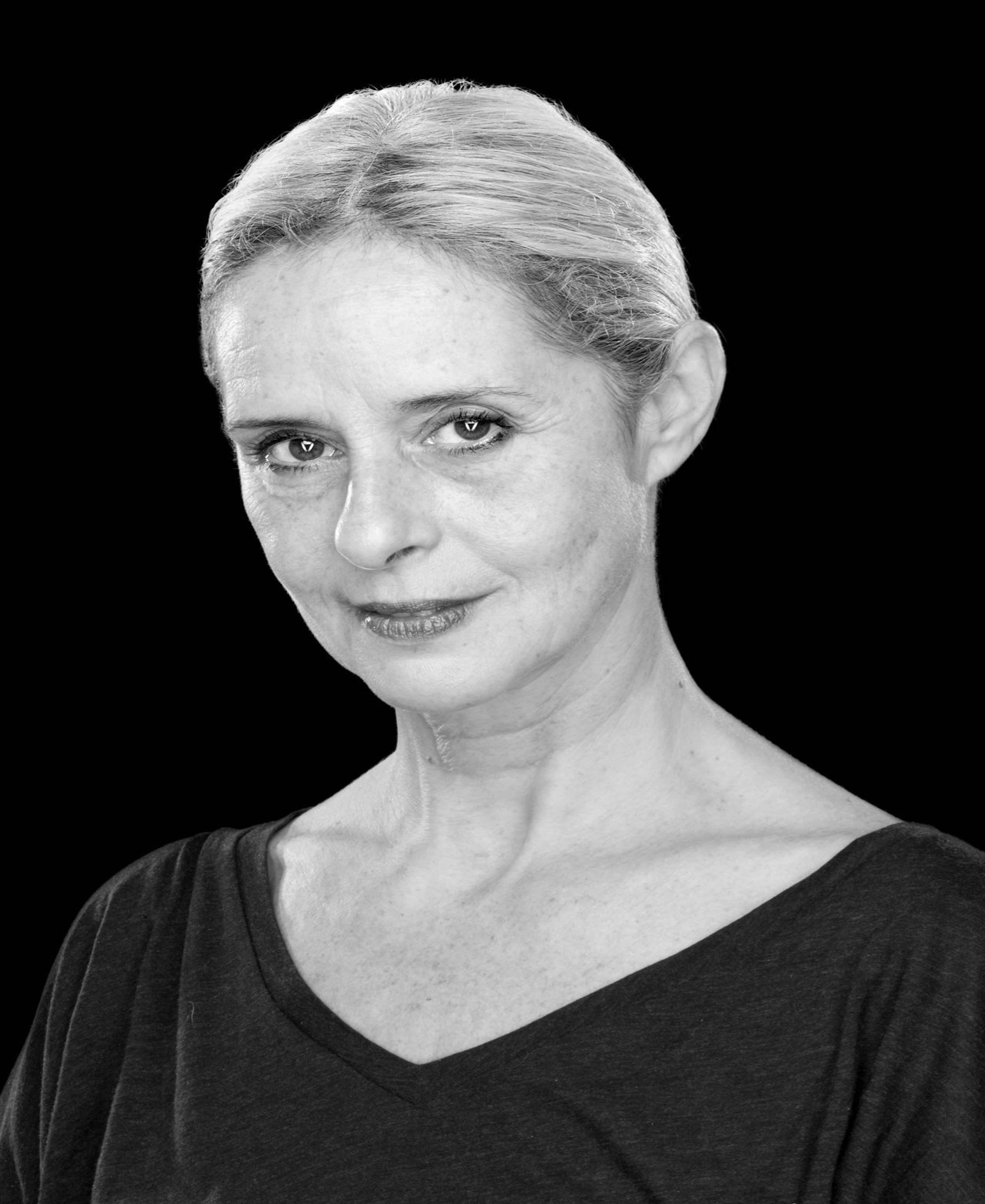
Vicky Peña (* 1954)

- 1954: Vicky Peña, spanische Schauspielerin
- 1954: Barbara Prammer, österreichische Politikerin
- 1955: Ruth Reinecke, deutsche Schauspielerin
- 1955: Günther Schubert, deutscher Fußballtorwart
- 1955: Ed Schuller, US-amerikanischer Jazz-Bassist
- 1956: Ernst Baltrusch, deutscher Althistoriker
- 1956: Wayne Cegielski, walisischer Fußballspieler
- 1956: Robert Earl Keen, US-amerikanischer Songschreiber und Country-Musiker
- 1956: Bert Papenfuß-Gorek, deutscher Schriftsteller
- 1957: Claude Criquielion, belgischer Radrennfahrer
- 1957: Darryl Dawkins, US-amerikanischer Basketballspieler
- 1957: Maria Rosaria Omaggio, italienische Schauspielerin und Autorin
- 1957: Bryan Robson, englischer Fußballspieler und -trainer
- 1957: Yslaire, belgischer Comiczeichner
- 1958: Vicki Peterson, US-amerikanische Pop- und Rockmusikerin
- 1959: Madschid Mohammed Abdullah, saudi-arabischer Fußballspieler
- 1959: Roberto Andò, italienischer Theater- und Filmregisseur

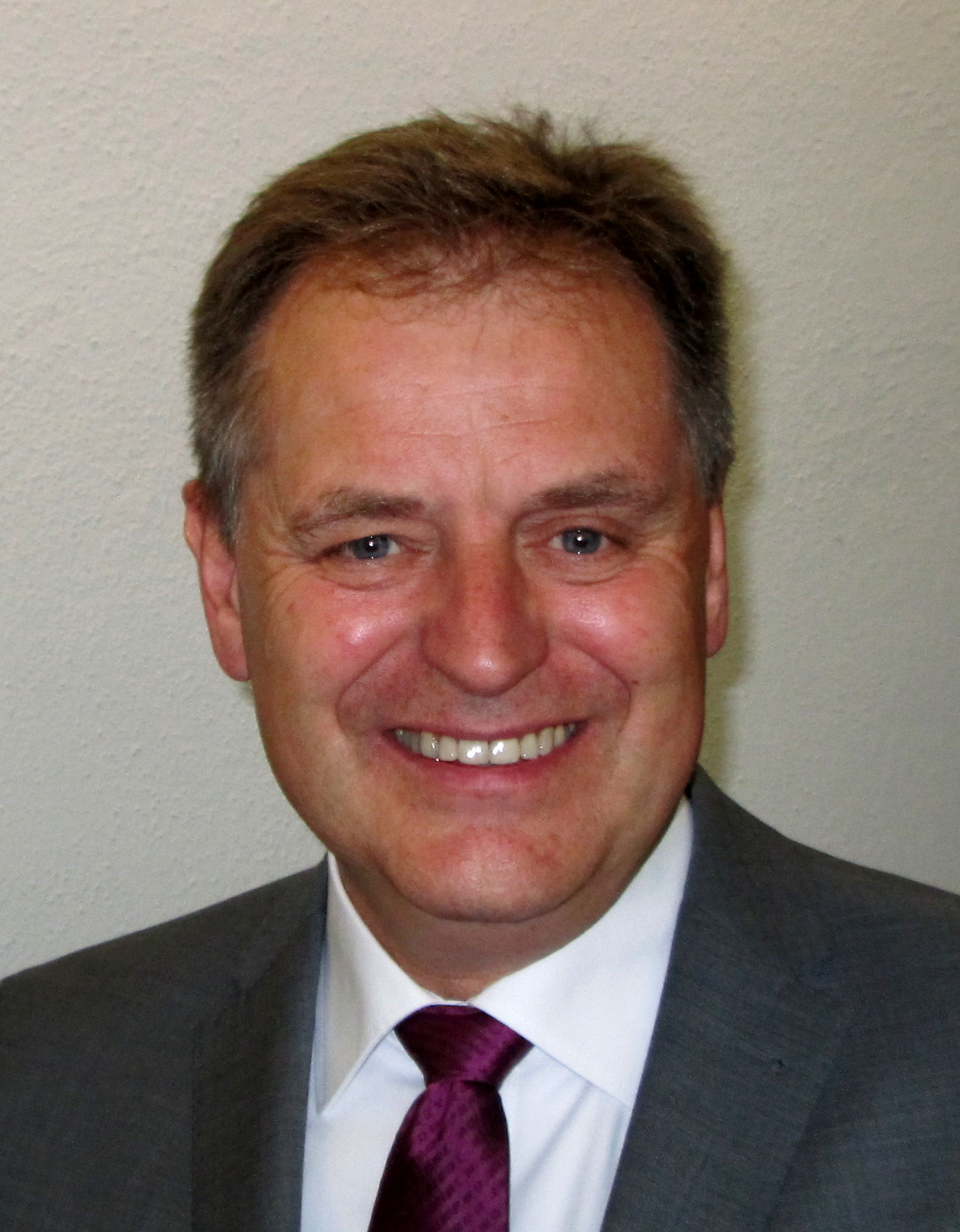
Richard Arnold (* 1959)

- 1959: Richard Arnold, deutscher Politiker
- 1959: Christian Stadelmann, deutscher Geiger
- 1960: Ralf Dörper, deutscher Musiker
- 1960: Stefan Gasser, deutscher Richter am Bundessozialgericht
- 1960: Petra Nadolny, deutsche Schauspielerin
- 1960: Christian Reitz, deutscher Kameramann
- 1960: Mike Turner, US-amerikanischer Politiker
- 1961: Jasper Fforde, britischer Schriftsteller und Kameramann
- 1961: Karl Habsburg-Lothringen, österreichischer Politiker
- 1961: Hellen Kwon, südkoreanische Opernsängerin
- 1961: Reinhard Mixl, deutscher Politiker
- 1962: Steve Hislop, britischer Motorradrennfahrer
- 1962: Vegard Opaas, norwegischer Skispringer
- 1962: Paul Sanders, britischer Leichtathlet, Europameister
- 1962: Alex Shapiro, US-amerikanische Komponistin
- 1962: Regula Stämpfli, Schweizer Historikerin und Politikwissenschaftlerin
- 1963: Tracy Caulkins, US-amerikanische Schwimmerin
- 1963: Jason Connery, britischer Schauspieler
- 1963: Petra Schneider, deutsche Schwimmerin
- 1963: Roland Wohlfarth, deutscher Fußballspieler
- 1965: Edyta Bartosiewicz, polnische Sängerin, Komponistin und Texterin
- 1965: Bertrand de Billy, französischer Dirigent
- 1965: Andreas Diebitz, deutscher Fußballspieler
- 1965: Renatus Scheibe, deutscher Schauspieler und Komponist
- 1965: Roland Scholten, niederländischer Dartspieler
- 1965: Christoph Westerthaler, österreichischer Fußballspieler

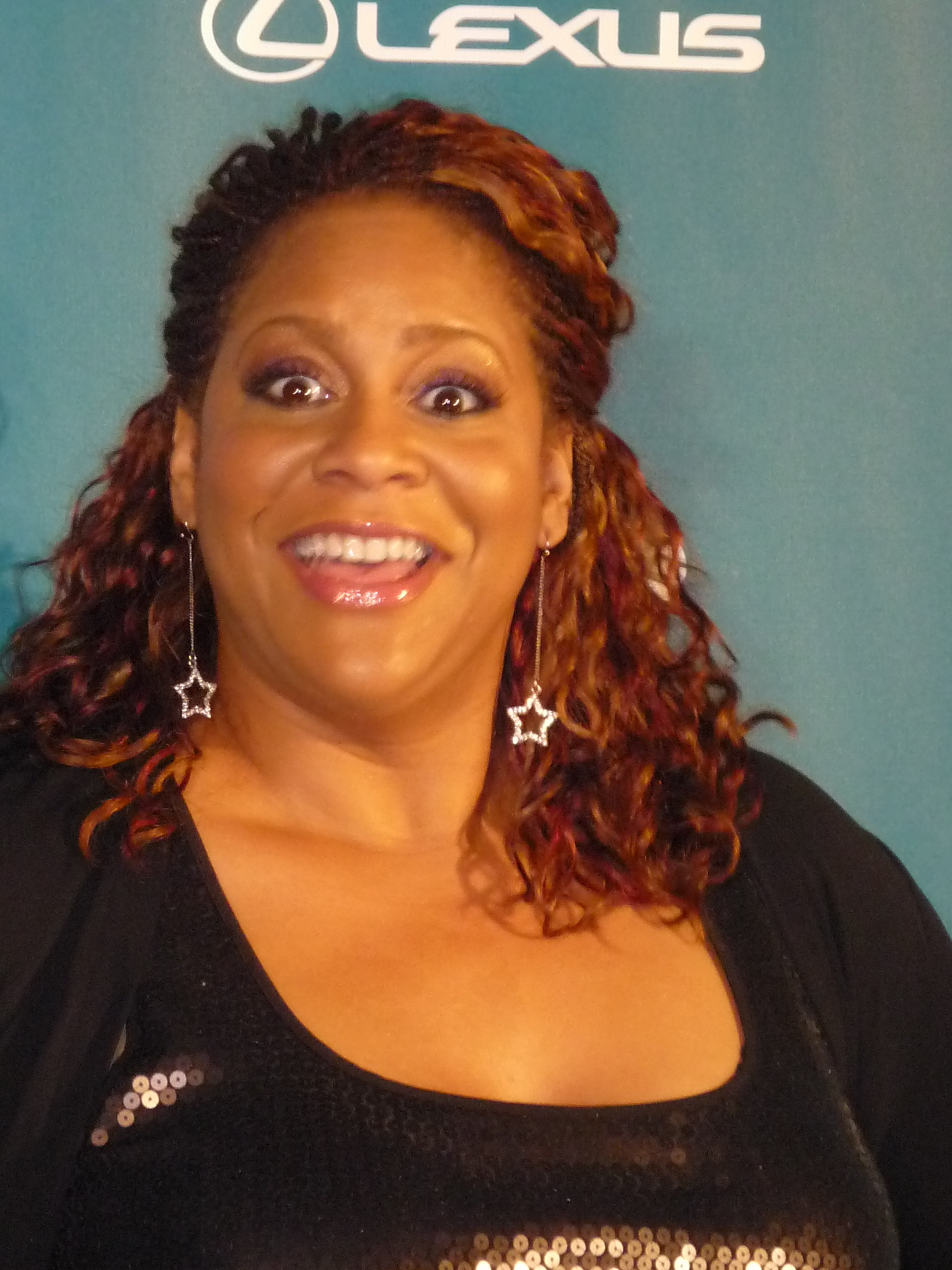
Kim Coles (* 1966)

- 1966: Kim Coles, US-amerikanische Schauspielerin und Komikerin
- 1967: Teoman Alibegović, slowenischer Basketballspieler
- 1967: Katharina Hacker, deutsche Schriftstellerin
- 1967: Fynn Holpert, deutscher Handballtorwart
- 1968: Abdul Malik, singapurischer Fußballschiedsrichter
- 1968: Aglaia Szyszkowitz, österreichische Schauspielerin
- 1969: Eden Atwood, US-amerikanische Jazzsängerin und Schauspielerin
- 1969: Reemt Pyka, deutscher Eishockeyspieler und -trainer
- 1970: Giovanni Pellielo, italienischer Sportschütze
- 1970: Mustafa Sandal, türkischer Musiker
- 1970: Ken Ueno, US-amerikanischer Komponist, Sänger, Improvisationsmusiker, Klangkünstler und Musikpädagoge

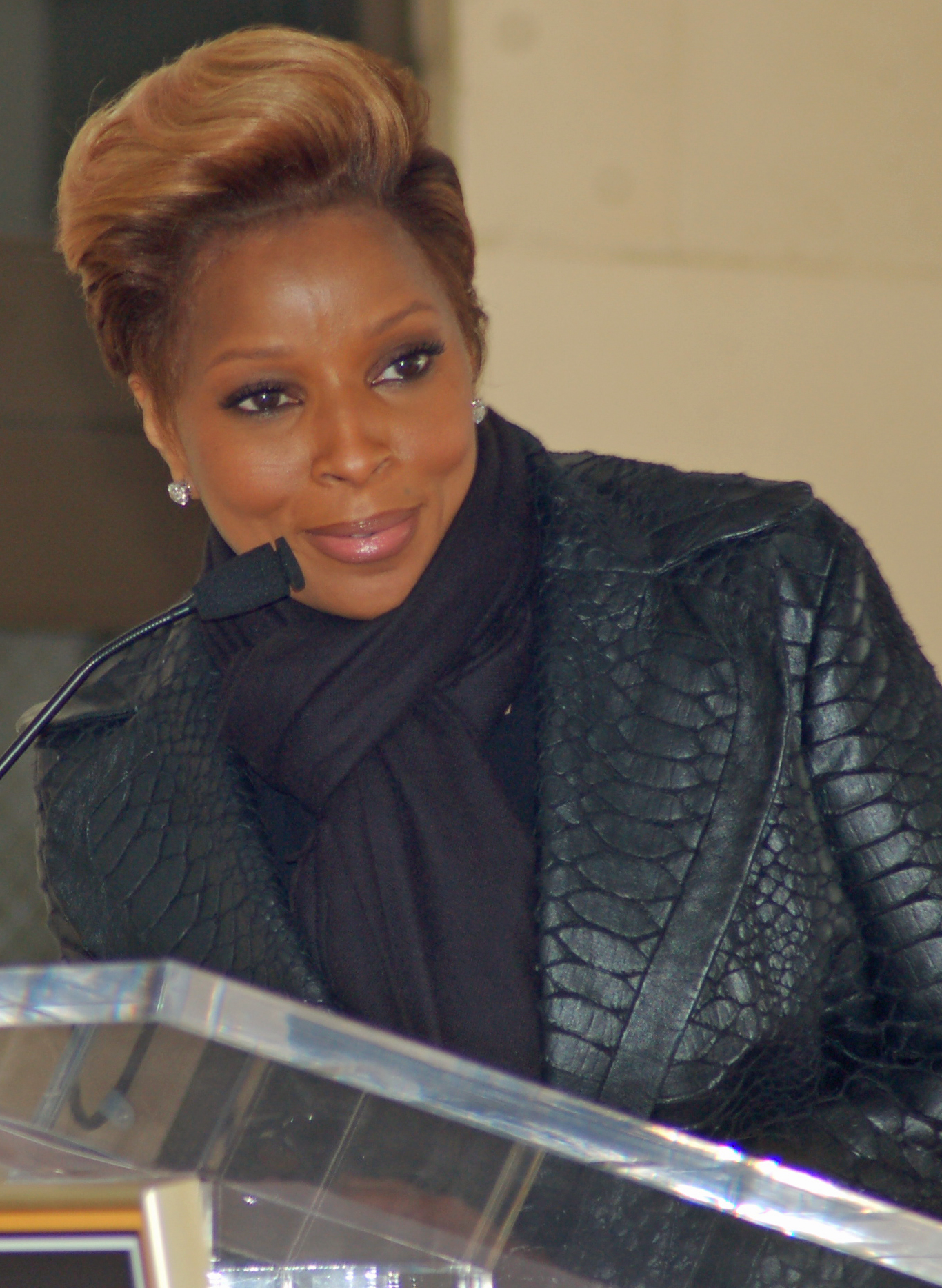
Mary J. Blige (* 1971)

- 1971: Mary J. Blige, US-amerikanische Soul- und R&B-Sängerin
- 1971: Mirko Dickhaut, deutscher Fußballspieler
- 1971: Martin Hess, deutscher Polizeibeamter und Politiker
- 1971: Pekka Päivärinta, finnischer Motorradrennfahrer
- 1971: Leïla Piccard, französische Skirennläuferin
- 1972: Marc Blucas, US-amerikanischer Schauspieler
- 1972: Konstantin Jurjewitsch Chabenski, russischer Entertainer und Schauspieler
- 1972: Kåre Conradi, norwegischer Schauspieler
- 1972: Philippe Gaydoul, Schweizer Unternehmer
- 1972: Frank Kannewurf, deutscher Eishockeyspieler
- 1972: Amanda Peet, US-amerikanische Schauspielerin
- 1973: Mark Dudbridge, britischer Dartspieler
- 1973: Rockmond Dunbar, US-amerikanischer Schauspieler
- 1973: Jochen Haug, deutscher Jurist und Politiker
- 1973: Silke Pan, deutsche und Schweizer Handbikeathletin
- 1974: Cappuccino, deutscher Rapper
- 1974: Kim Chambers, US-amerikanische Pornodarstellerin
- 1974: Christine Heeger, österreichische Pianistin
- 1974: Eva Klemt, österreichische Schauspielerin
- 1974: Michael Kohlmann, deutscher Tennisspieler
- 1974: Jens Nowotny, deutscher Fußballspieler
- 1974: Jan Wayne, deutscher DJ und Musikproduzent
- 1975: Trine Bakke, norwegische Skirennläuferin
- 1975: Eskil Ervik, norwegischer Eisschnellläufer
- 1975: Liu Hongyu, chinesische Leichtathletin

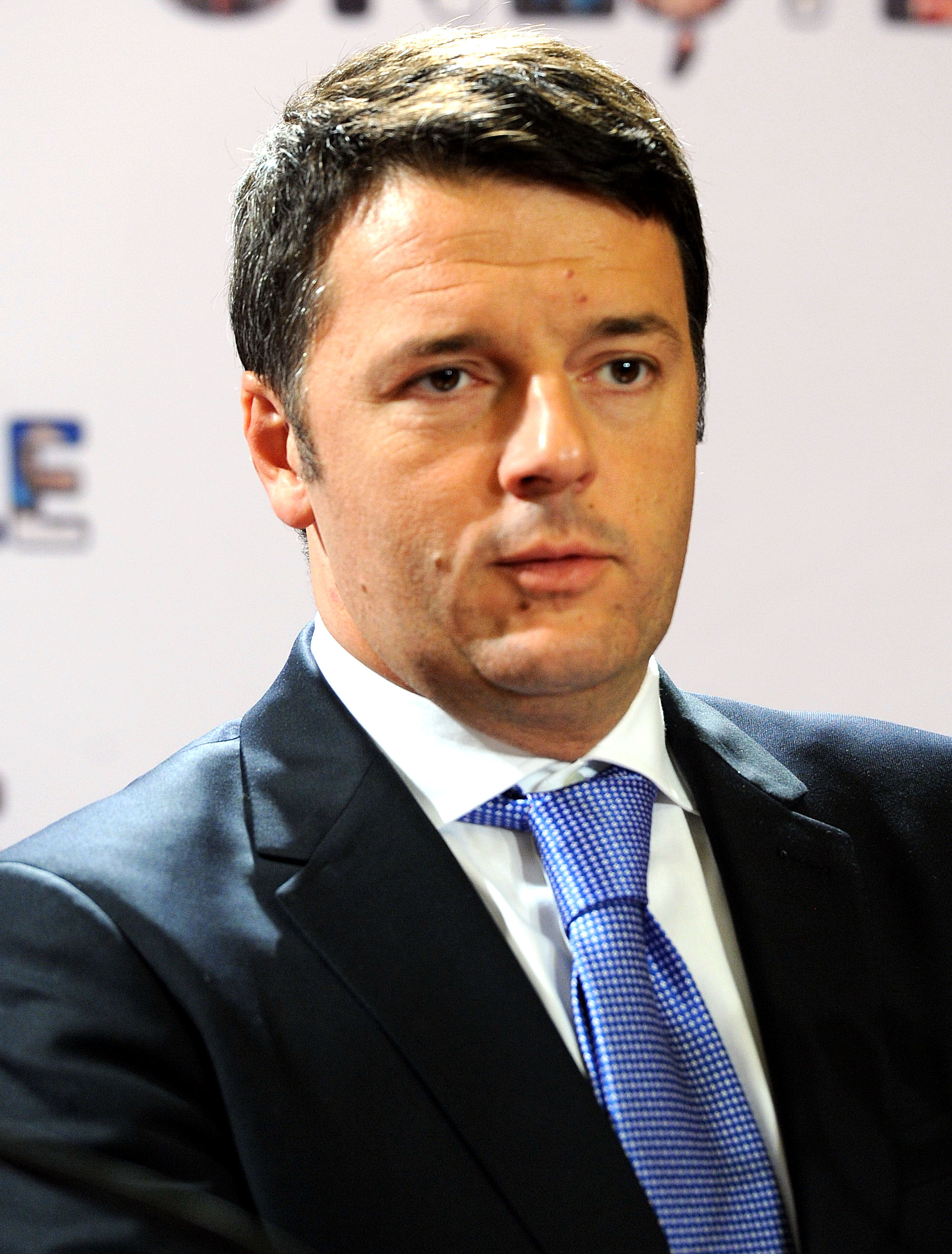
Matteo Renzi (* 1975)

- 1975: Matteo Renzi, italienischer Politiker

#### 1976–2000
- 1977: Christian Bauer, französischer Schachspieler
- 1977: Jeff Bean, kanadischer Freestyle-Skier
- 1977: Luke Dimech, maltesischer Fußballspieler
- 1977: Anni Friesinger-Postma, deutsche Eisschnellläuferin
- 1977: Eric Hyoun-Cheoul Kim, kanadischer Comiczeichner
- 1977: Devin Ratray, US-amerikanischer Schauspieler
- 1978: Muhammet Akagündüz, österreichischer Fußballspieler
- 1978: Emile Heskey, englischer Fußballspieler
- 1978: Michael Liepin, deutscher Jurist
- 1978: Aaron Olsen, US-amerikanischer Radrennfahrer
- 1978: Jana Scheerer, deutsche Journalistin, Schriftstellerin und Buch-Rezensentin
- 1979: Kari Mette Johansen, norwegische Handballspielerin
- 1979: Ricardo Sousa, portugiesischer Fußballspieler
- 1980: Eric Agyemang, ghanaischer Fußballspieler
- 1980: Christian Wetklo, deutscher Fußballtorwart Christian Wetklo (* 1980)

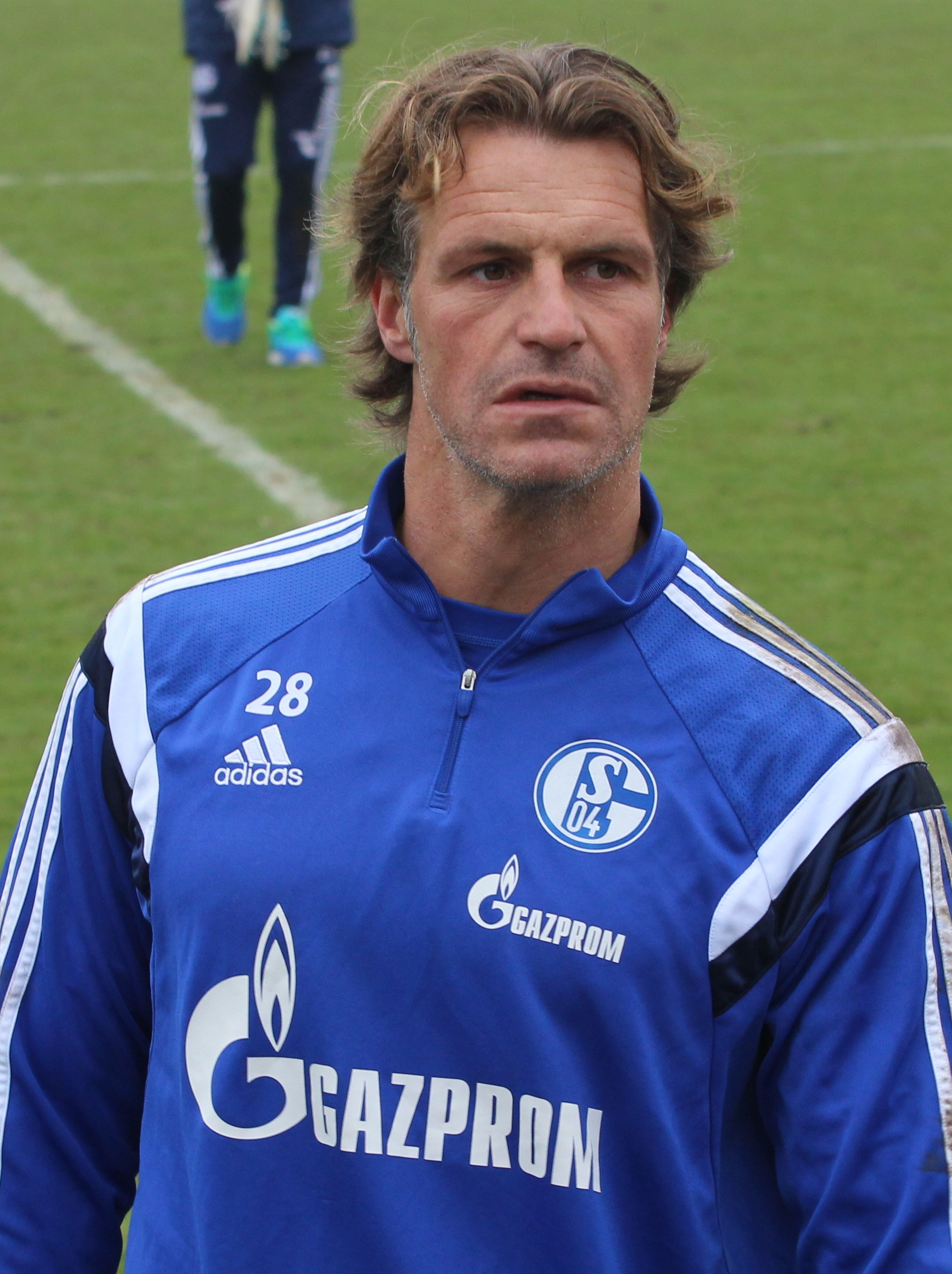
Christian Wetklo (* 1980)

- 1981: Benjamin Auer, deutscher Fußballspieler
- 1981: Per Sandström, schwedischer Handballtorwart
- 1981: Jaime Valdés, chilenischer Fußballspieler
- 1982: Tony Allen, US-amerikanischer Basketballspieler
- 1982: Anthony Delhalle, französischer Motorrad- und Automobilrennfahrer
- 1982: Jörg Hahnel, deutscher Fußballspieler
- 1983: Mark Forster, deutscher Sänger und Songwriter
- 1983: Kaisa Mäkäräinen, finnische Biathletin
- 1983: Matt McKay, australischer Fußballspieler
- 1983: André Myhrer, schwedischer Skirennläufer
- 1983: Adrian Sutil, deutscher Automobilrennfahrer
- 1984: İlker Çatak, deutscher Filmregisseur, Drehbuchautor und Produzent Ilker Çatak (* 1984)

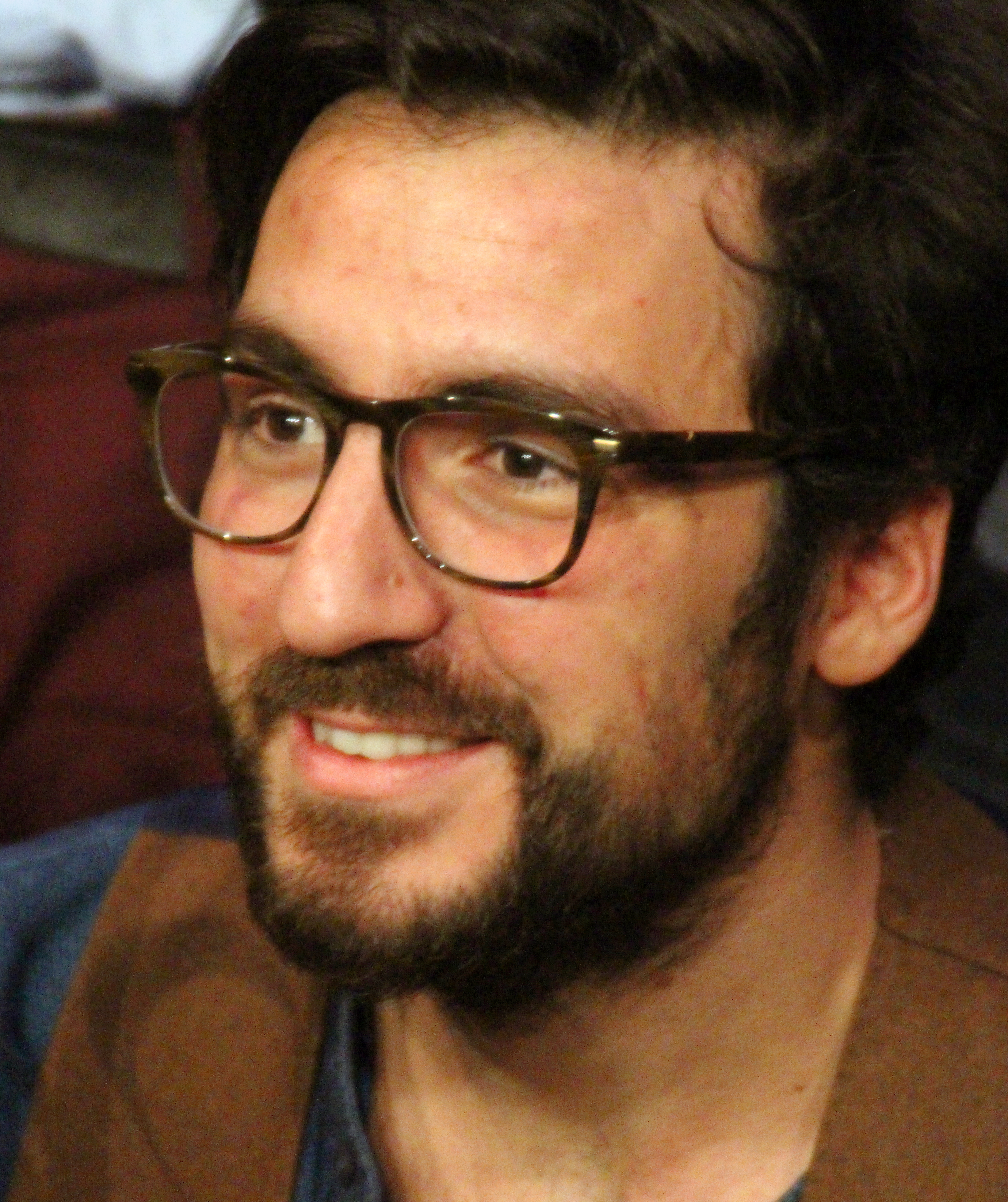
Ilker Çatak (* 1984)

- 1984: Lara Fritzsche, deutsche Journalistin
- 1984: Patrick Küng, Schweizer Skirennläufer
- 1984: Justin Lindine, US-amerikanischer Radrennfahrer
- 1984: Matthew Mullenweg, US-amerikanischer Web-Entwickler
- 1984: Filip Salaquarda, tschechischer Rennfahrer
- 1984: Stijn Schaars, niederländischer Fußballspieler
- 1984: Yannic Seidenberg, deutscher Eishockeyspieler
- 1984: Kerstin Wohlbold, deutsche Handballspielerin
- 1985: Aja Naomi King, US-amerikanische Schauspielerin
- 1985: Đàm Thanh Xuân, vietnamesische Kampfsportkünstlerin
- 1985: Kazuki Nakajima, japanischer Automobilrennfahrer
- 1985: José Semedo, portugiesischer Fußballspieler
- 1985: Mark Yeates, irischer Fußballspieler
- 1986: Timuçin Aşcıgil, türkischer Fußballspieler
- 1987: Milan Marcus, deutscher Schauspieler
- 1987: Jamie Vardy, englischer Fußballspieler
- 1988: Aislan, brasilianischer Fußballspieler
- 1988: Daniela Löwenberg, deutsche Fußballspielerin
- 1988: Lunchmoney Lewis, US-amerikanischer Sänger und Songwriter
- 1989: Sammy Carlson, US-amerikanischer Freestyle- und Freeride-Skier
- 1989: Emili García, andorranischer Fußballspieler
- 1989: Marcus Haber, kanadisch-österreichischer Fußballspieler
- 1990: Dominik Franke, deutscher Schwimmsportler
- 1991: Stephan Auer, österreichischer Fußballspieler
- 1991: Bekim Balaj, albanischer Fußballspieler
- 1991: Andrea Bertolacci, italienischer Fußballspieler
- 1992: Audien, US-amerikanischer DJ und Produzent
- 1993: Marco Gaiser, deutscher Fußballspieler
- 1994: Wassili Podkorytow, kasachischer Biathlet
- 1995: Laura Gabriel, deutsche Schauspielerin
- 1996: Diadié Samassékou, malischer Fußballspieler
- 1996: Leroy Sané, deutsch-französischer Fußballspieler
- 1997: Cody Simpson, australischer R&B-Sänger
- 1997: Wassili Tomschin, russischer Biathlet
- 1998: Salih Özcan, türkisch-deutscher Fußballspieler
- 2000: Jamie Bick, deutsche Schauspielerin

### 21. Jahrhundert
- 2001: Wiktor Zieliński, polnischer Poolbillardspieler
- 2005: Linda Schablowski, deutsche Schauspielerin

## Gestorben

### Vor dem 16. Jahrhundert
- 0529: Theodosios der Koinobiarch, Einsiedler
- 0705: Johannes VI., Papst
- 0782: Kōnin, 49. Kaiser von Japan
- 0844: Michael I., byzantinischer Kaiser
- 0887: Boso von Vienne, König von Niederburgund
- 1055: Konstantin IX., Kaiser von Byzanz
- 1068: Ekbert I., Graf in Ostfalen und Friesland, Markgraf von Meißen
- 1083: Otto von Northeim, Herzog von Bayern und Anführer im Sachsenkrieg
- 1096: Adelheid II., Äbtissin von Gandersheim
- 1141: Gebhard von Urach, Fürstbischof von Straßburg
- 1148: Anselm de Craon, Abt von San Saba, Abt von Bury St Edmunds, erwählter Bischof von London
- 1260: Ludwig von Frankreich, Thronfolger und Regent Frankreichs
- 1268: Benoît d’Alignan, Bischof von Marseille
- 1331: Primislaus II., Herzog von Glogau
- 1344: Thomas Charlton, Lordkanzler und Bischof von Hereford
- 1372: Eleanor of Lancaster, Hofdame bei Philippa, Königin von England
- 1397: Skirgaila, Fürst von Polozk und Trakai, Regent von Litauen, Fürst von Minsk, Swislotsch und Kiew
- 1412: Antonio Caetani, italienischer Kardinal der römisch-katholischen Kirche
- 1443: Étienne de Vignolles, französischer Ritter
- 1451: Wilhelm (III.) von Raron, Fürstbischof von Sitten
- 1494: Domenico Ghirlandaio, italienischer Maler
- 1495: Pedro González de Mendoza, spanischer Kardinal und Staatsmann

### 16. bis 18. Jahrhundert
- 1546: Ernst I., der Bekenner, Fürst von Braunschweig-Lüneburg
- 1552: Johannes Cochläus, deutscher Humanist
- 1595: Jacob Runge, deutscher lutherischer Theologe und Reformator
- 1601: Scipione Ammirato, italienischer Historiker

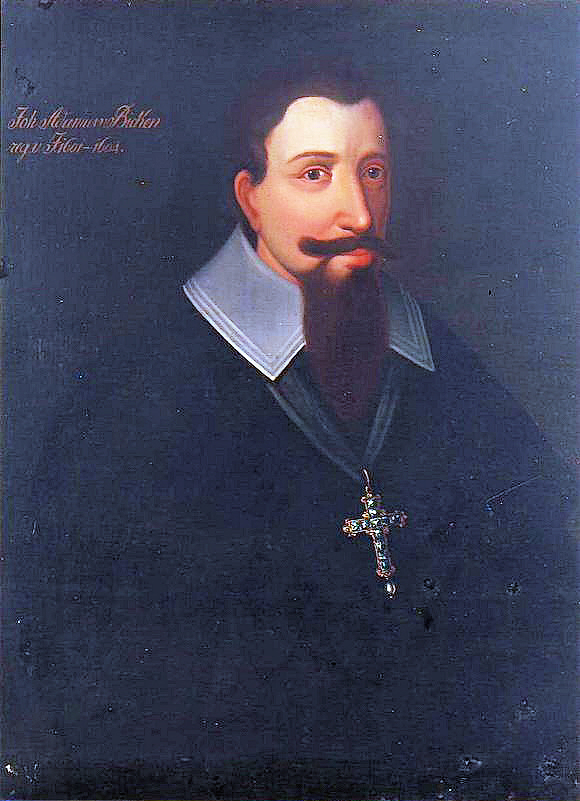
Johann Adam von Bicken († 1604)

- 1604: Johann Adam von Bicken, deutscher Adliger, Erzbischof und Kurfürst von Mainz
- 1606: Arnold II. (IV.), Graf von Bentheim-Tecklenburg
- 1619: Diane de France, Herzogin von Angoulême
- 1636: Dodo zu Innhausen und Knyphausen, deutscher Feldherr in schwedischen Diensten
- 1641: Franciscus Gomarus, flandrischer reformierter Theologe
- 1665: Louise de La Fayette, Vertraute und Beraterin Ludwigs XIII.
- 1678: Ferrante III. Gonzaga, italienischer Adliger, Herzog von Guastalla
- 1681: Giorgio Regondi, italienischer Steinmetz und Bildhauer
- 1684: Cornelis Speelman, Generalgouverneur von Niederländisch-Ostindien
- 1703: Johann Georg Graevius, deutscher klassischer Philologe und Textkritiker
- 1705: Dominik Andreas I. von Kaunitz, österreichischer Diplomat und Geheimrat am kaiserlichen Hof, Reichsvizekanzler
- 1708: Gustav Carlsson von Börring, schwedischer Adeliger, Graf von Börring und Herr von Lindholm
- 1710: Anne Dieu-le-Veut, französische Piratin
- 1716: Marfa Matwejewna Apraxina, Zarin von Russland
- 1721: Johann Ernst Schaper, deutscher Mediziner und mecklenburgischer Politiker
- 1723: Campegius Vitringa der Jüngere, niederländischer reformierter Theologe
- 1725: Juan Francisco de Bette, spanisch-niederländischer Adeliger und Heerführer
- 1730: Beata Sturm, württembergische Pietistin
- 1749: Jan Karel Kovář, böhmischer Freskenmaler
- 1755: Joseph-Nicolas-Pancrace Royer, französischer Komponist, Cembalist und Sänger
- 1762: Louis-François Roubiliac, französischer Bildhauer
- 1763: Caspar Abel, deutscher Historiker und Dichter
- 1763: Giovanni Benedetto Platti, italienischer Oboist und Komponist
- 1783: Jacob Stephan Augustynowicz, armenischer Erzbischof
- 1788: François Joseph Paul de Grasse, französischer Admiral
- 1797: Francis Lightfoot Lee, Unterzeichner der Unabhängigkeitserklärung der USA
- 1798: Erekle II., König von Georgien
- 1799: Guillaume Barthez de Marmorières, französischer Ingenieur und Enzyklopädist

### 19. Jahrhundert
- 1801: Domenico Cimarosa, italienischer Komponist
- 1811: Johann Christian Stark der Ältere, deutscher Mediziner
- 1812: Henry Scott, 3. Duke of Buccleuch, schottischer Politiker
- 1813: Giuseppe Aprile, italienischer Opernsänger und Kastrat
- 1817: Timothy Dwight IV., US-amerikanischer Theologe, Gelehrter, Politiker und Dichter
- 1818: Johann David Wyss, Schweizer Autor
- 1825: Christian Friedrich Möller, deutscher evangelischer Geistlicher, Schriftsteller und Historiker
- 1827: Anna Vittoria Dolara, italienische Nonne und Miniaturmalerin
- 1831: Johann Friedrich Christian Düffer, deutscher Pharmakologe und Professor
- 1835: Juan Ruiz de Apodaca, spanischer Offizier, Gouverneur von Kuba und Vizekönig von Neuspanien

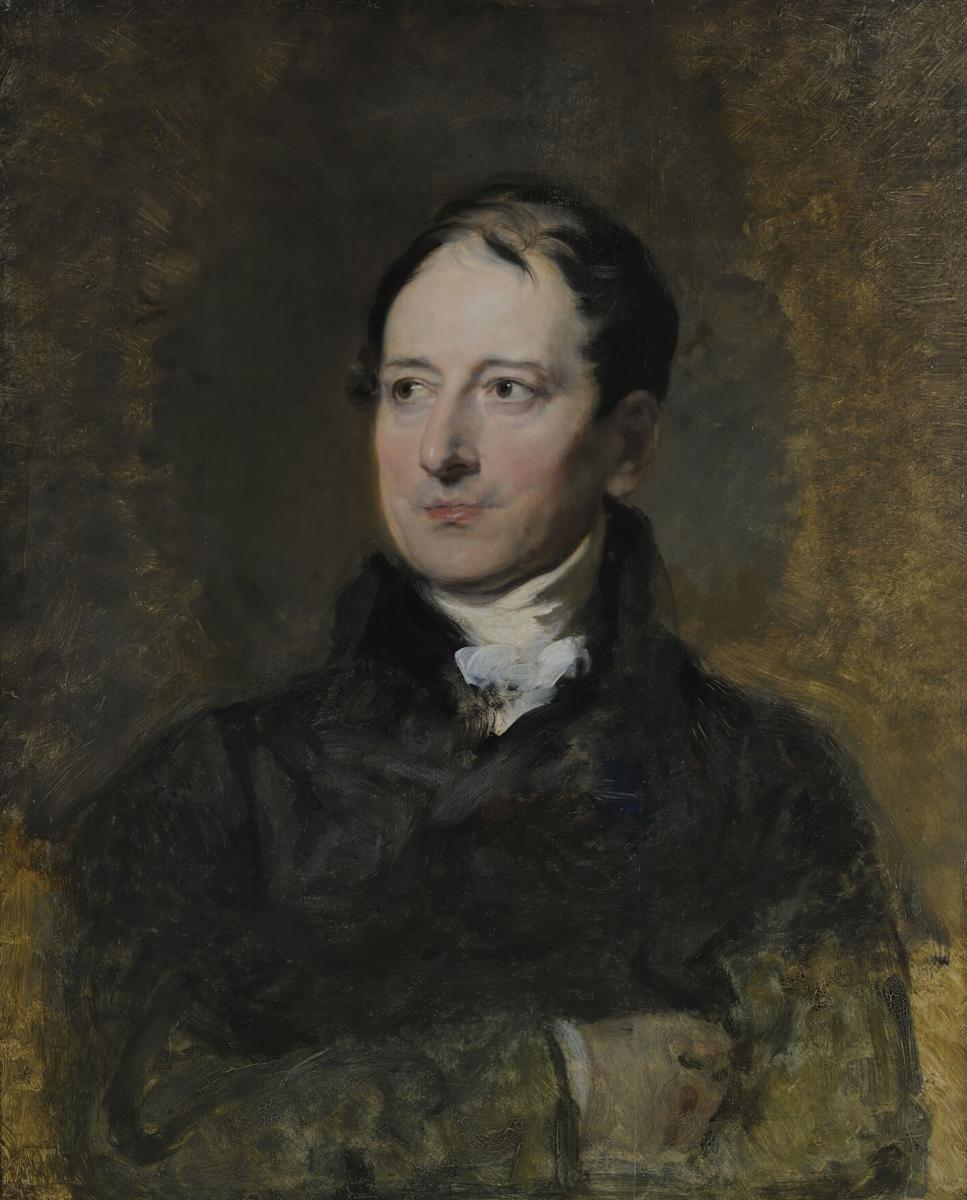
François Gérard († 1837)

- 1837: François Gérard, französischer Maler
- 1843: Francis Scott Key, US-amerikanischer Rechtsanwalt und Amateurdichter
- 1845ː Etheldred Benett, britische Paläontologin und Fossiliensammlerin
- 1847: Caroline von Wolzogen, deutsche Schriftstellerin
- 1850: Josef Klieber, österreichischer Bildhauer und Maler
- 1856: Friedrich Wilhelm Schneidewin, deutscher Altphilologe
- 1862: José Santos Guardiola, Präsident von Honduras
- 1868: Maria von Mörl, Südtiroler Mystikerin
- 1869: Christian Casimir Brittinger, deutscher Botaniker, Entomologe und Ornithologe
- 1870: Victor Noir, französischer Journalist
- 1871: Carl Weichselbaumer, deutscher Schriftsteller
- 1875: Eduard von Grebmer zu Wolfsthurn, österreichischer Rechtsanwalt und Politiker
- 1881: Giovanni Arrivabene, italienischer Nationalökonom
- 1882: Theodor Schwann, deutscher Physiologe
- 1883: Jenny Longuet, deutsche Autorin, Tochter von Karl Marx
- 1884: Hermann Ulrici, deutscher Philosoph
- 1885ː Ana María Janer Anglarill, spanische Selige
- 1885ː Clarina I. H. Nichols, US-amerikanische Journalistin und Frauenrechtlerin
- 1885ː Amable Tastu, französische Schriftstellerin, Dichterin und Librettistin
- 1886: Gustav Hache, deutscher Kommunalpolitiker
- 1888ː Vilma von Voggenhuber, österreichisch-ungarische Bühnensängerin
- 1891: Georges-Eugène Haussmann, französischer Präfekt von Paris und Stadtplaner
- 1893: Benjamin Franklin Butler, US-amerikanischer General
- 1893: Erwin Rohde, deutscher Altphilologe
- 1895: Guido von Sommaruga, österreichischer Rechtsanwalt und Parlamentarier
- 1898: Gaetano Capocci, italienischer Kirchenmusiker, Organist und Komponist
- 1900: Carl Eduard Schubert, deutscher Orgelbauer

### 20. Jahrhundert

#### 1901–1950
- 1901: Roger Hagnauer, französischer Lehrer und Pazifist
- 1901: Wassili Sergejewitsch Kalinnikow, russischer Komponist
- 1902: Adam Flasch, deutscher Archäologe
- 1903: Helen Blackburn, britische Frauenrechtlerin
- 1904: Mary Ellen Pleasant, US-amerikanische Unternehmerin und Bürgerrechtlerin
- 1904: John Young Brown, US-amerikanischer Politiker
- 1906: Moses Kimball Armstrong, US-amerikanischer Politiker
- 1911: Richard von Perger, österreichischer Komponist, Dirigent und Musikpädagoge
- 1915: Julie von Buddenbrock d. J., preußische Adelige, Künstlerin, Förderin der inneren und äußeren Mission
- 1917: Hans Chemin-Petit der Ältere, deutscher Komponist
- 1917: Wayne MacVeagh, US-amerikanischer Politiker

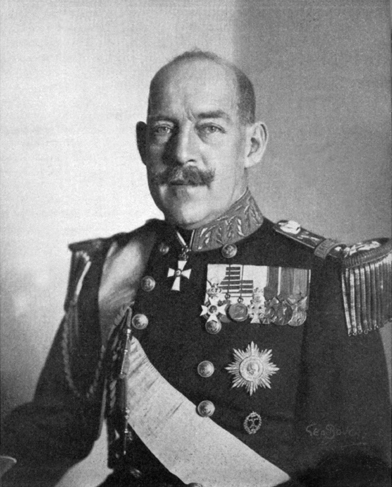
Konstantin I. († 1923)

- 1923: Konstantin I., König von Griechenland
- 1924: Felix Lensing, deutscher Landwirt, Politiker und Mitglied des Reichstags
- 1926: Ernst Assmann, deutscher Mediziner und Wissenschaftler
- 1928: Laura Valborg Aulin, schwedische Pianistin und Komponistin
- 1928: Thomas Hardy, britischer Schriftsteller
- 1929: Elfrida Andrée, schwedische Organistin und Komponistin
- 1931: Gertrud Arnold, deutsche Schauspielerin
- 1932: Josef Jarno, österreichischer Schauspieler und Theaterdirektor
- 1934: Helen Zimmern, britische Schriftstellerin
- 1935: Gottlieb von Jagow, deutscher Diplomat
- 1935: Alfred Jeremias, deutscher Religionshistoriker und Altorientalist
- 1935: Carl Paal, deutsch-österreichischer Chemiker
- 1939: Johann Georg Arndt, deutscher Theologe
- 1940: Michał Marian Siedlecki, polnischer Meeresbiologe

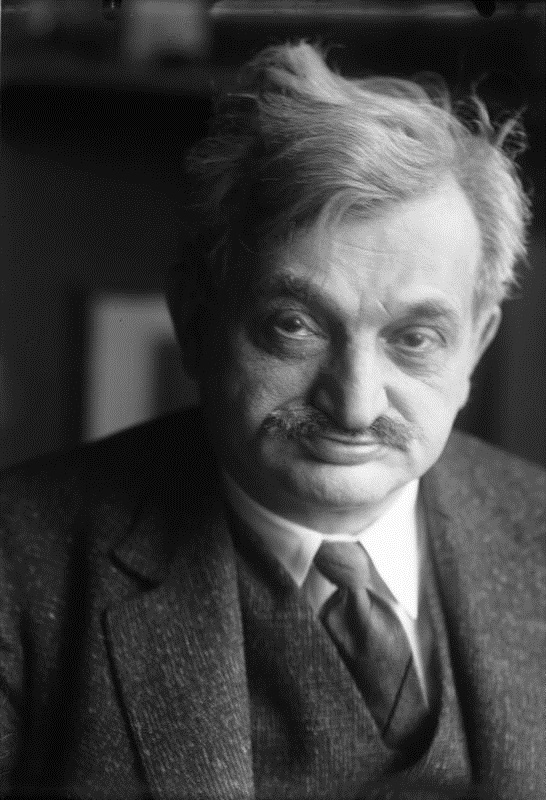
Emanuel Lasker († 1941)

- 1941: Emanuel Lasker, deutscher Schachspieler und -weltmeister
- 1944: John Walter Christie, US-amerikanischer Automobilrennfahrer, Ingenieur, Erfinder und Unternehmer
- 1944: Galeazzo Ciano, italienischer Politiker
- 1944: Alois Wagner, deutscher römisch-katholischer Geistlicher und Klinikdirektor
- 1945: Otto Engert, deutscher kommunistischer Widerstandskämpfer

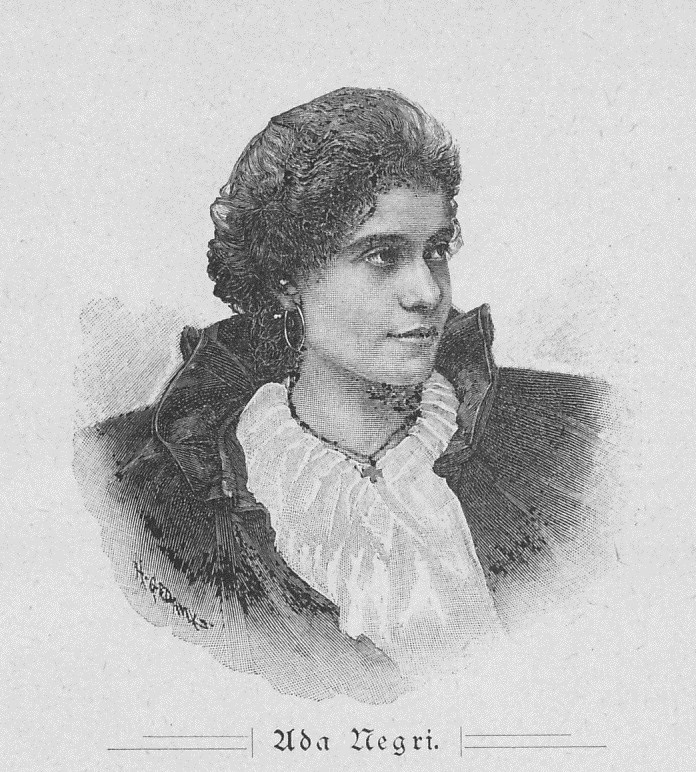
Ada Negri († 1945)

- 1945: Ada Negri, italienische Dichterin
- 1945: Georg Schumann, deutscher kommunistischer Widerstandskämpfer
- 1949: Torsten Carleman, schwedischer Mathematiker

#### 1951–2000
- 1952: Jean de Lattre de Tassigny, französischer General
- 1952ː Frida Wulff, deutsche Politikerin (SPD, USPD, SED), MdR
- 1953: Carl-Friedrich Böninger, deutscher Manager
- 1953: Noe Schordania, georgischer Premierminister
- 1954: Oscar Straus, österreichischer Operettenkomponist
- 1957: Arthur Scheunert, deutscher Veterinär, Begründer der Vitaminforschung
- 1958: Edna Purviance, US-amerikanische Schauspielerin
- 1962: György Orth, ungarischer Fußballspieler und -trainer
- 1964: John Arnold, US-amerikanischer Kameramann
- 1964: André Jullien, französischer Kardinal
- 1964: Heinz Renner, deutscher Politiker, MdL, MdB

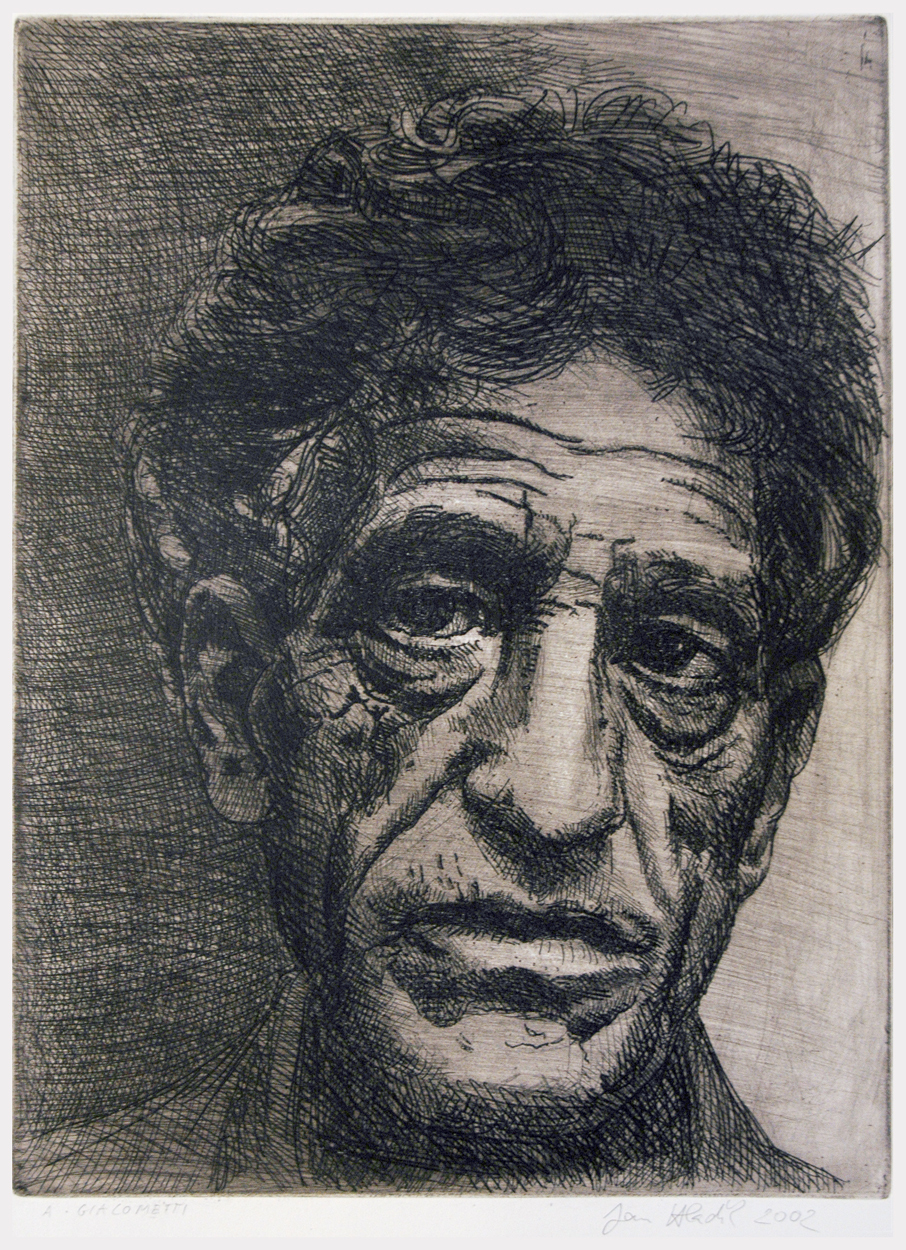
Alberto Giacometti († 1966)

- 1966: Alberto Giacometti, Schweizer Bildhauer, Maler und Grafiker
- 1966: Arno Glockauer, deutscher Turner
- 1966: Hannes Kolehmainen, finnischer Langstreckenläufer
- 1966: Lal Bahadur Shastri, indischer Premierminister
- 1967: Wolfgang Zeller, deutscher Komponist
- 1968: Rezső Seress, ungarischer Komponist
- 1970: Émile Burie, französischer Automobilrennfahrer
- 1971: Gustav Theodor Johann Ludwig Ahlhorn, deutscher Jurist
- 1971: Irene Scharrer, britische Pianistin
- 1972: Gustav Wagner, luxemburgischer Bobfahrer
- 1974: Yamamoto Yūzō, japanischer Schriftsteller
- 1975: Kurt Planck, österreichischer Polizeijurist
- 1976: Werner March, deutscher Architekt
- 1977: Jean de Saussure, amerikanisch-schweizerischer evangelischer Geistlicher und Hochschullehrer
- 1978: Michael Bates, britischer Schauspieler
- 1978: Wilhelm Hofmeister, deutscher Designer
- 1980: Barbara Pym, britische Schriftstellerin
- 1980: Celia Sánchez, kubanische Revolutionärin und Politikerin
- 1981: Artur Berger, österreichisch-russischer Filmarchitekt und Szenenbildner
- 1981: Beulah Bondi, US-amerikanische Schauspielerin
- 1982: Bruno Diekmann, deutscher Politiker, MdL, Landesminister, Ministerpräsident von Schleswig-Holstein, MdB
- 1982: Marta Linz, ungarisch-deutsche Musikerin, Dirigentin und Komponistin
- 1983: Gerhard Barkhorn, deutscher Luftwaffenoffizier und Jagdflieger
- 1983: Nikolai Wiktorowitsch Podgorny, sowjetischer Politiker ukrainischer Herkunft, Staatsoberhaupt der Sowjetunion
- 1984: Fritz Geißler, deutscher Komponist und Bratschist
- 1986: Heinrich Härtle, deutscher Publizist
- 1988: Ricardo Echeverría, chilenischer Springreiter

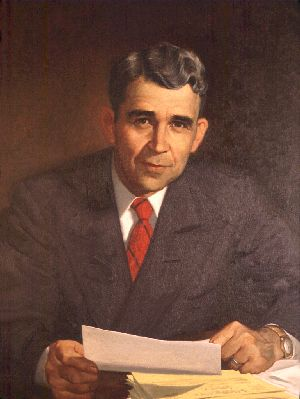
Robert F. Kennon († 1988)

- 1988: Robert F. Kennon, US-amerikanischer Politiker
- 1988: Isidor Isaac Rabi, US-amerikanischer Physiker
- 1989: José Luis Bustamante y Rivero, peruanischer Staatspräsident
- 1989: Eugène Dussous, französischer Autorennfahrer
- 1989: Klaus Miesner, deutscher Handballspieler und -trainer
- 1991: Ladislav Alster, tschechoslowakischer Schachspieler und Schachjournalist
- 1991: Carl David Anderson, US-amerikanischer Physiker, Nobelpreisträger, Mitentdecker der Positronen und Myonen
- 1992: Hal Harris, US-amerikanischer Gitarrist
- 1993: Elsa Piaggio, argentinische Pianistin und Musikpädagogin
- 1994: József Háda, ungarischer Fußballspieler und -trainer
- 1995: Lewis Nixon, US-amerikanischer Offizier
- 1995: Heiner Pudelko, deutscher Rocksänger
- 1996: Walter M. Miller, Jr., US-amerikanischer Schriftsteller
- 1998: Miroslav Raichl, tschechischer Komponist und Musikpädagoge
- 1998: Klaus Tennstedt, deutscher Dirigent
- 1999: Fabrizio De André, italienischer Liedermacher
- 1999: Teuvo Ensio Aura, finnischer Politiker
- 1999: Brian Moore, kanadischer Schriftsteller und Drehbuchautor
- 2000: Helena Carter, US-amerikanische Schauspielerin

### 21. Jahrhundert
- 2001: Louis Krages, deutscher Automobilrennfahrer und Geschäftsmann
- 2002: Jan Burssens, belgischer Maler
- 2002: Henri Verneuil, armenisch-französischer Filmregisseur
- 2003: Mickey Finn, britischer Musiker
- 2003: Maurice Pialat, französischer Filmregisseur und Schauspieler
- 2005: Fabrizio Meoni, italienischer Motorradfahrer
- 2005: Jerzy Pawłowski, polnischer Fechter und Olympiasieger, Doppelagent
- 2005: Thelma White, US-amerikanische Schauspielerin
- 2006: Mark Sopi, albanischer Bischof
- 2006: Mark Spoon, deutscher DJ und Produzent
- 2007: Kéba Mbaye, senegalesischer Jurist und Sportfunktionär
- 2007: Donald Edward Osterbrock, US-amerikanischer Astronom
- 2007: Kurt Vossen, deutscher Fußballfunktionär
- 2007: Robert Anton Wilson, US-amerikanischer Schriftsteller
- 2008: Pete Candoli, US-amerikanischer Jazz-Trompeter
- 2008: Walter Haug, Schweizer Mediävist

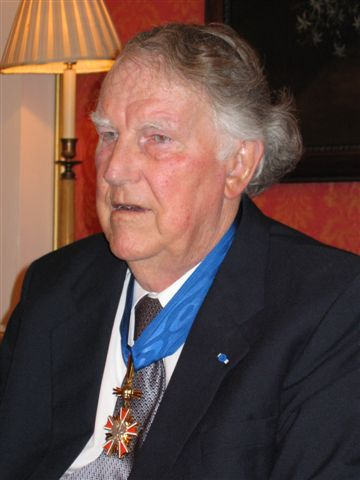
Edmund Hillary († 2008)

- 2008: Edmund Hillary, neuseeländischer Bergsteiger, Erstbesteiger des Mount Everest
- 2009: Konrad Heidkamp, deutscher Journalist und Buchautor, Musik- und Literaturkritiker
- 2010: Juliet Anderson, US-amerikanische Pornodarstellerin

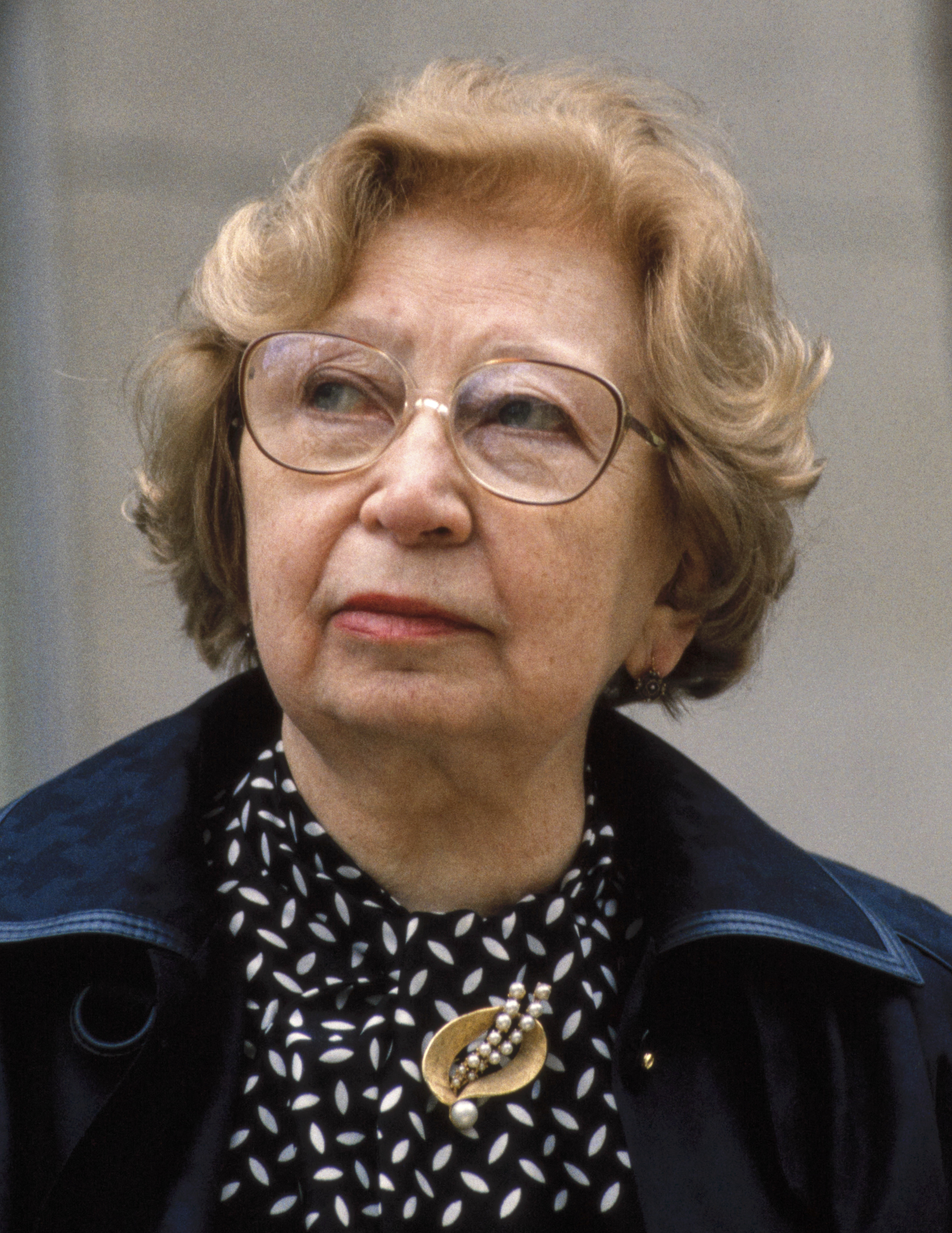
Miep Gies († 2010)

- 2010: Miep Gies, österreichisch-niederländische Autorin, Helferin von Anne Frank
- 2010: Éric Rohmer, französischer Film- und Theaterregisseur, Essayist, Filmkritiker und -theoretiker
- 2011: Imo Moszkowicz, deutscher Regisseur
- 2012: Mario Maranzana, italienischer Schauspieler
- 2012: David Whitaker, britischer Komponist
- 2013: Mariangela Melato, italienische Schauspielerin

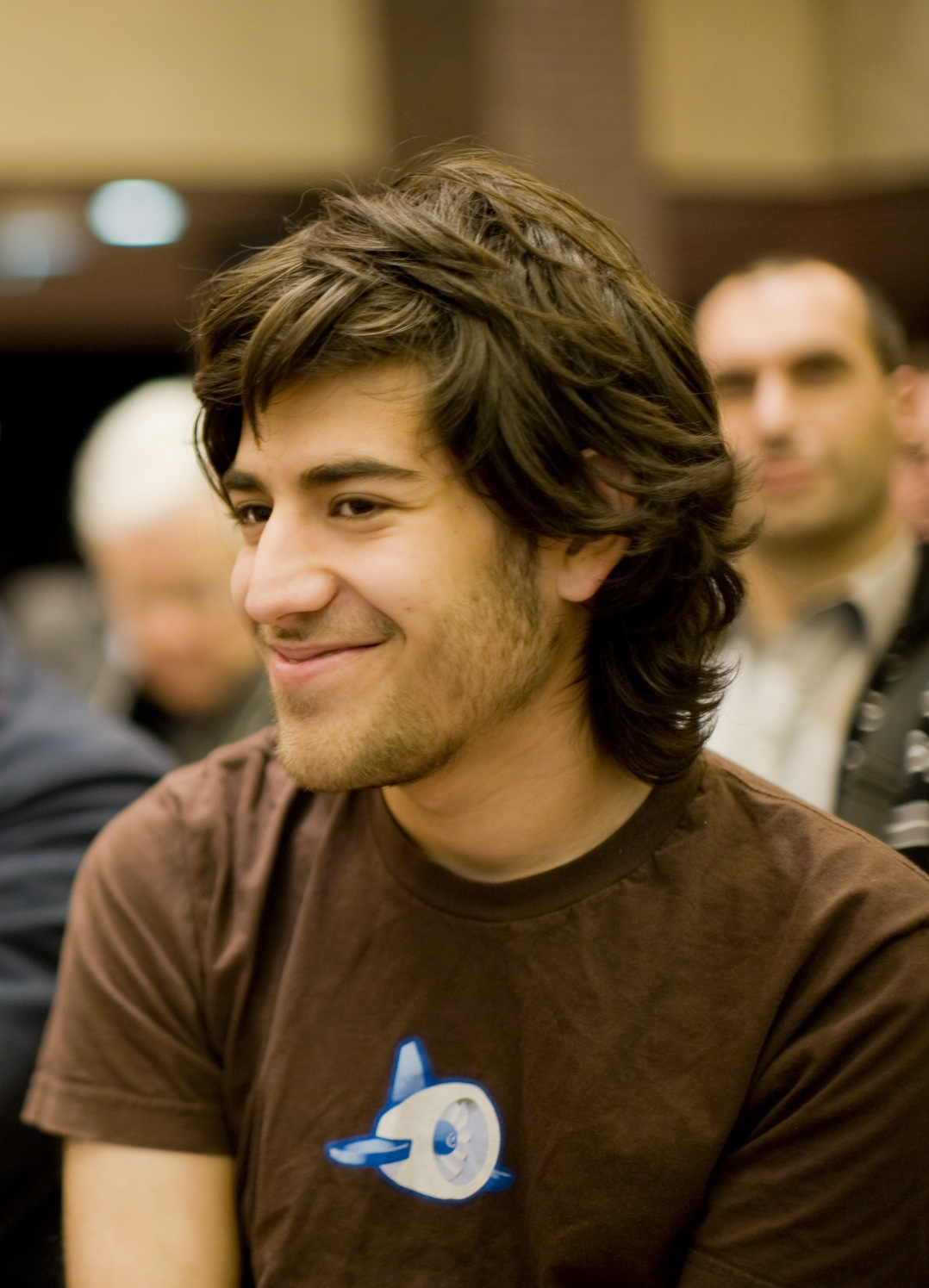
Aaron Swartz († 2013)

- 2013: Aaron Swartz, US-amerikanischer Programmierer, Autor und Hacktivist
- 2014: Fritz Molden, österreichischer Widerstandskämpfer gegen den Nationalsozialismus und Verleger
- 2014: Ariel Scharon, israelischer Politiker
- 2014: Hans Schroeder, deutscher Puppenbauer und -spieler
- 2015: Jenő Buzánszky, ungarischer Fußballspieler
- 2015: Anita Ekberg, schwedische Schauspielerin
- 2016: Anke Martiny, deutsche Politikerin und Publizistin
- 2017: José Vicente Asuar, chilenischer Komponist
- 2017: François Van der Elst, belgischer Fußballspieler
- 2018: Doug Barnard, US-amerikanischer Politiker
- 2019: Michael Francis Atiyah, britischer Mathematiker
- 2020: Stan Kirsch, US-amerikanischer Schauspieler
- 2020: Juraj Tandler, slowakischer Komponist, Dirigent und Musikpädagoge
- 2020: Peter Wiechmann, deutscher Redakteur, Comicautor und Übersetzer
- 2021: Tomcat Courtney, US-amerikanischer Bluesmusiker
- 2021: Paul Kölliker, Schweizer Ruderer und Journalist
- 2022: Anatoli Aljabjew, sowjetischer Biathlet
- 2022: Kathleen Ferguson, kanadische Schwimmerin
- 2022: Klaus Ploghaus, deutscher Hammerwerfer

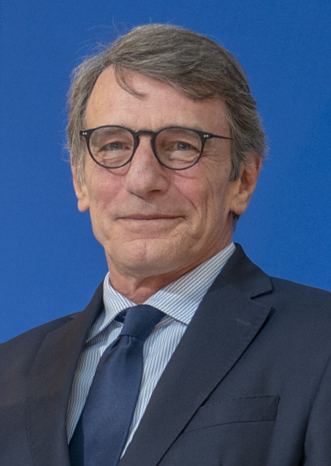
David Sassoli († 2022)

- 2022: David Sassoli, italienischer Journalist, Politiker und Präsident des Europäischen Parlaments
- 2022: Ernest Shonekan, nigerianischer Politiker, Jurist und Industrieller
- 2023: Eduardo Amorós, spanischer Reiter
- 2024: April Ferry, US-amerikanische Kostümbildnerin und Schauspielerin
- 2024: Laurence Badie, französische Schauspielerin
- 2024: Annie Nightingale, englische Radiomoderatorin
- 2025: Zora Palová, slowakische Glaskünstlerin

## Feier- und Gedenktage
- Kirchliche Gedenktage
  - Ernst I. (Braunschweig-Lüneburg), deutscher Herzog (evangelisch)
- Namenstage
  - Adolf, Theodosios, Werner
- Staatliche Feier- und Gedenktage
  - Albanien, Ausrufung der Republik (1946)

Weitere Einträge enthält die Liste von Gedenk- und Aktionstagen.